# Juana Romani
Pour les articles homonymes, voir Romani (homonymie).
Juana Romani, née Giovanna Carolina Carlesimo, le 30 avril 1867 à Velletri, et morte le 13 juin 1923 à Suresnes, France, est une modèle et une artiste peintre italienne, active en France.

## Biographie
| - Extrait du registre baptismal. |

Elle est la fille de Hjacintho (Giacinto) Carlesimo di Casa Alvieri et de Maria Anna Schiavo.
En 1876 ou 1877, sa mère devient la maîtresse de Temistocle Romani, fils d'un propriétaire terrien de Velletri. Après plusieurs années de liaison, Maria Anna et Temistocle décident de partir avec la petite fille pour Paris.
La famille s'établit au 56, boulevard du Montparnasse. Les secteurs des rues Vavin, Notre-Dame des Champs, de la Grande-Chaumière, du Maine et alentours, sont alors le fief de dizaines de familles italiennes, émigrées de la Terre des Labours, une province située au sud de la campagne romaine. Vers 1890, cette diaspora compte plus de 600 modèles qui posent dans tous les ateliers et les écoles d'art de Paris. La famille Romani est pauvre et Maria Anna et sa fille (sous le prénom de Giovanna ou de Jeanne) travaillent comme modèles.
|  |

Cependant, Filippo Colarossi s'intéresse rapidement au talent de cette jeune fille, à tel point qu'il l'invite pour dessiner au sein de l'Académie Colarossi dont il est le directeur.
Vers l'âge de 19 ans, elle décide de se consacrer exclusivement à la peinture et prend alors le pseudonyme de Juana Romani. Émancipée de son statut de modèle, elle obtient une notoriété peu égalée parmi les artistes femmes de cette époque. Sa carrière est fulgurante et elle devient (entre 1895-1904) la peintre à la mode du tout Paris fortuné de la Belle Époque.
Mais, à partir de 1904 Juana Romani commence à manifester des signes d'hallucinations paranoïaques. Le décès de Jean-Jacques Henner en 1905 l'affecte beaucoup et, en octobre 1906, elle est internée à l'asile des aliénés d'Ivry-sur-Seine. Sa mère meurt en 1909 et Ferdinand Roybet est alors nommé administrateur de ses biens. Malgré des rémissions temporaires, Juana Romani tombe rapidement dans l'oubli.
Son dernier internement a lieu à la maison de santé de Suresnes, où elle meurt le 13 juin 1923. Elle est inhumée au cimetière dit « Voltaire » de Suresnes (1re division - allée D - 63e tombe).
Sur sa pierre tombale, sont inscrites ses dates de naissance et de décès. Un portrait-médaillon, réalisé quelques années plus tôt par Victor Peter (1840-1918), orne sa tombe.

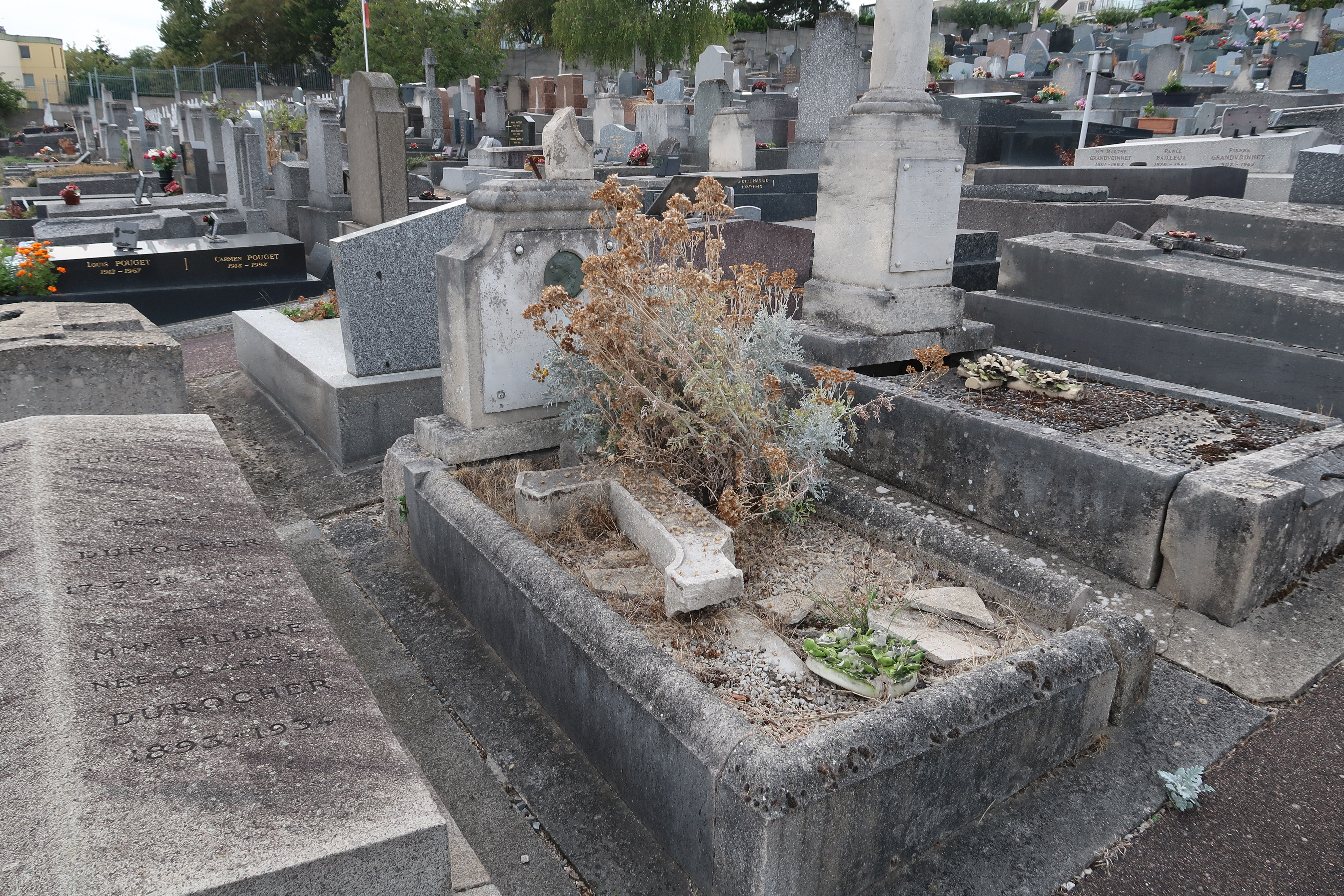
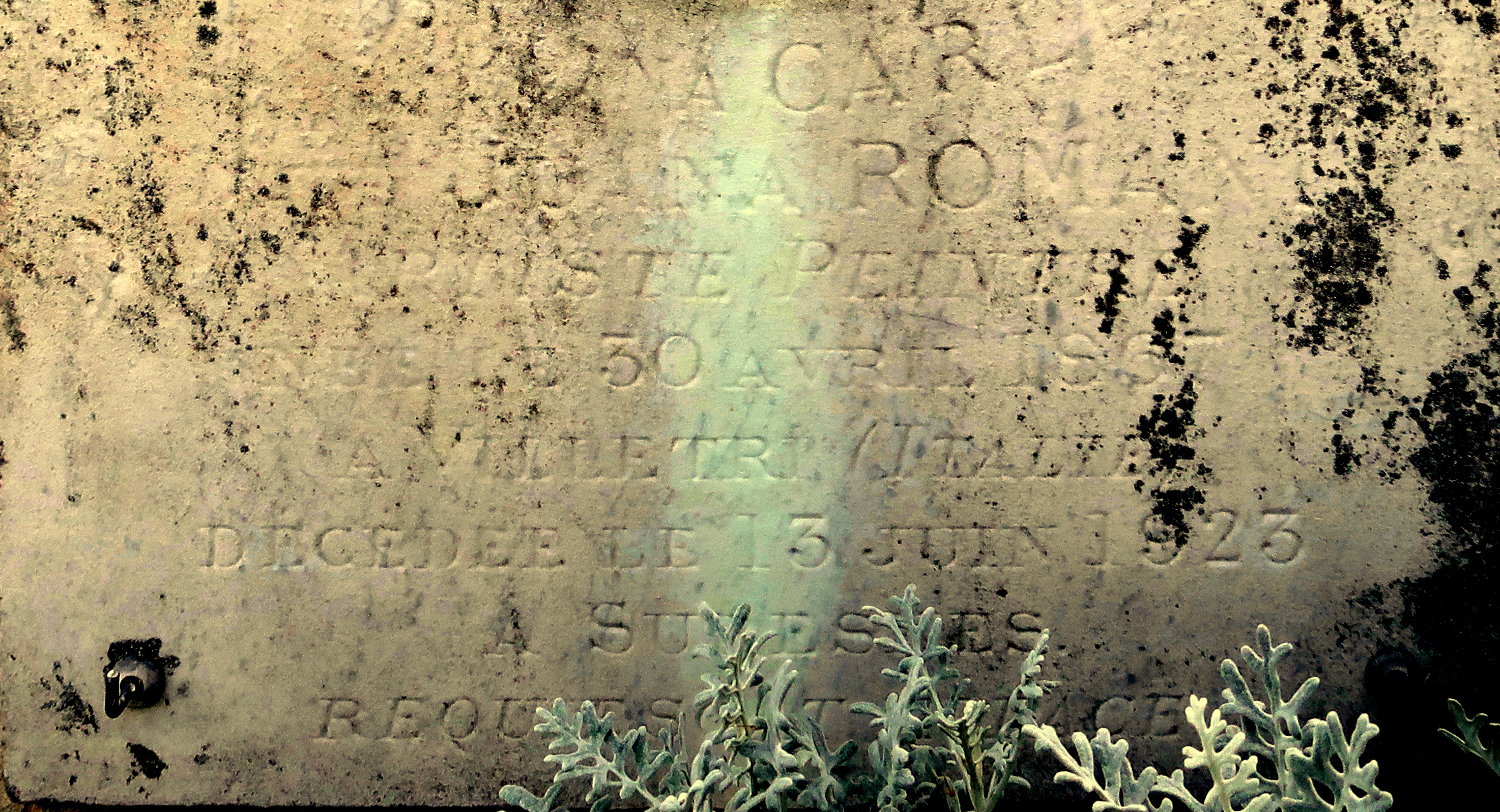
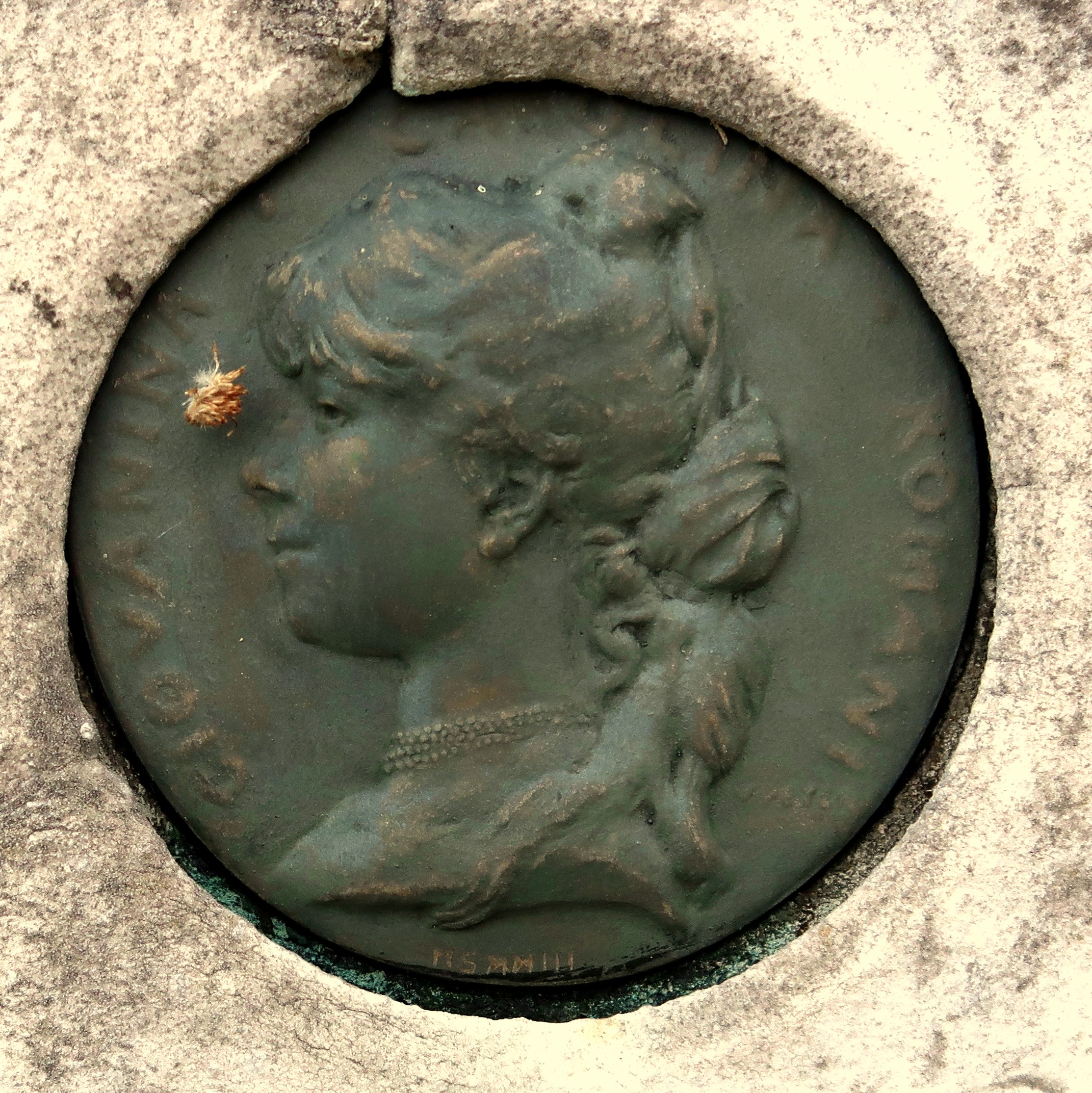

## Le modèle
À partir de 1882, elle entretient ses premières relations dans le milieu artistique, en tant que modèle, avec le sculpteur Alexandre Falguière et surtout les peintres Jean-Jacques Henner, Victor Prouvé, Raphaël Collin, Carolus-Duran et Ferdinand Roybet.
Elle pose pour la sculpture Nymphe Chasseresse qu'Alexandre Falguière présente au Salon de 1884. L'une de ses variantes, en marbre, est aujourd'hui conservée au musée des Augustins à Toulouse.

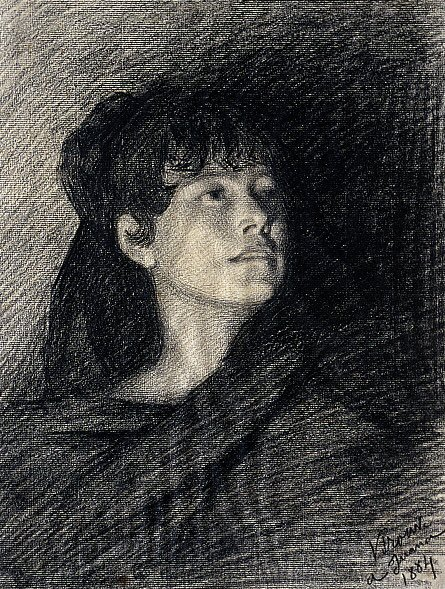
Prouvé - Dessin de Juana (1884).
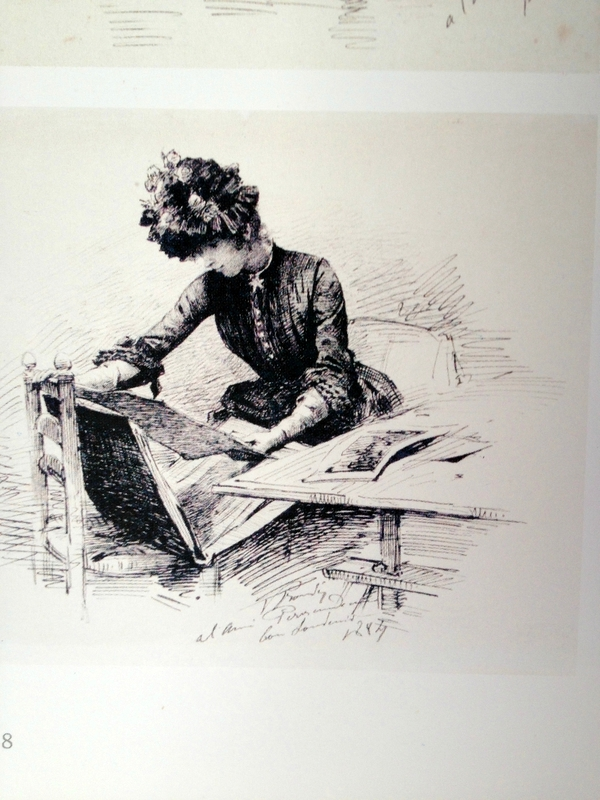
Prouvé - Dessin de Juana (1884).

### Juana Romani et Jean-Jacques Henner
Elle est surnommée « l'Italienne » par Henner, qui l'avait fait poser de juillet à décembre 1884, puis d'avril à décembre 1885, de février à novembre 1886 et de février à juillet 1887. Henner aime et peint les rousses.

Exceptionnellement, il existe un témoignage direct de Henner sur son modèle, Carolina Carlesi, grâce à une série publiée d'entretiens avec Émile Durand-Gréville par ce dernier en 1925 :
| - Esquisse pour La Liseuse (1883). |

« Henner m’a montré une tête de face aux grands yeux, au teint blanc mat, aux cheveux d’un roux ardent (grandeur nature). Étude, ou plutôt fantaisie d’après une Italienne de dix-sept ans, très jolie, celle-là même qui a posé pour Falguière la Diane Chasseresse. Elle est devenue depuis un peintre de talent. C’est mademoiselle Juana Romani. »
et

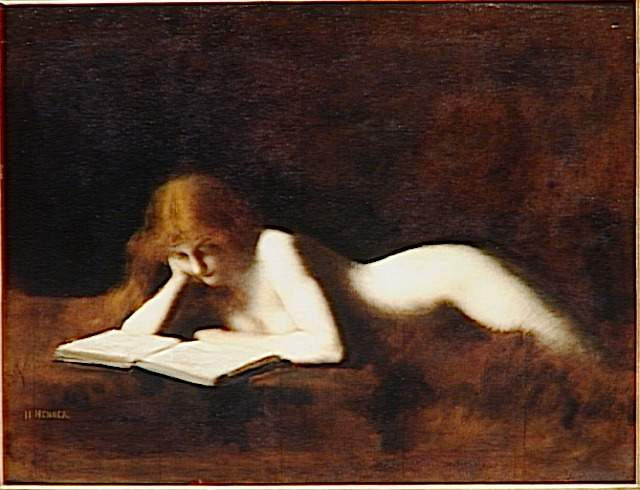
Jean-Jacques Henner - La liseuse.

« Ayant envie de connaître le maître et de poser pour lui, elle vint sonner à sa porte très souvent, pendant plusieurs années, dit-elle. Longtemps ce fut sans succès, car il faut sonner trois coups chez Henner pour avoir une chance d’être reçu. Enfin, soit par hasard, soit que Falguière l’eût annoncée, elle parvint à ses fins. C’est une femme peu instruite, mais très intelligente, développée par le milieu artistique dans lequel elle a vécu. D’après Henner, elle s'y connaît fort bien en peinture. « Mieux que beaucoup de peintres, » ajoute-t-il. Elle se plaint amèrement de poser devant des artistes sans talent, qui « font des croûtes d’après elle ». Par contre, elle adore les grands artistes : « Je voudrais rester tous les jours dans votre atelier », répète-t-elle à Henner. »
À propos de La Liseuse :
« Très paresseuse pour poser quand elle n’est pas en train, et grande dévoreuse de livres. Un jour qu’Henner avait commencé une figure nue d’après elle, pendant un repos elle prit un livre, et s’obstina à lire au lieu de reprendre la pose. En vain le maître la rappelait à l’ordre ; alors elle levait légèrement la tête, regardait le peintre de ses grands yeux bruns, puis se remettait à lire ! « Ne bougez pas » lui dit-il tout à coup à un moment où elle regardait ainsi de bas en haut, le front et les yeux à moitié plongés dans l’ombre portée par ses cheveux roux en désordre. »
|  |

La jeune Giovanna quitte le monde des modèles et devient, en 1887, son élève dans le cadre de l’« Atelier des Dames » qu’il dirige avec Carolus-Duran, destiné aux femmes, qui n'ont pas accès à l'enseignement de l'École des Beaux-Arts jusqu'en 1900. Juana garde des relations amicales avec Henner, comme en témoignent des cartes postales et de petits mots qu'elle lui envoyait.

### Juana Romani et Ferdinand Roybet
Ferdinand Roybet fait poser Anna Maria Romani et sa fille Giovanna pour la première fois en 1885. Anna Maria est le modèle pour la servante au centre du tableau La Main chaude de 1885. Giovanna (devenue Juana) est le modèle de la servante rieuse dans la version de 1894. Elle est également la servante au centre du tableau Conversation galante.
| - La main chaude (1885). - Maria-Anna Romani (1885). - La main chaude (1894). - Juan Romani (1894). - Conversation galante (détail). |

Leur relation se transforme en un lien intime et ils ont une vie maritale, bien que Roybet soit marié, au 24 rue du Mont-Thabor (Paris, 1er).
| - Juana Romani (1892). - Juana Romani (1892). |

| - Juana Romani (1894). - Juana Romani (1895). |

En 1892, Roybet décide de faire son retour au Salon après vingt-cinq années d’absence. Deux portraits sont présentés, mais c’est celui de Juana Romani qui recueille tous les éloges.
Elle n’est pas travestie comme un modèle, mais bien présentée comme son élève, une élégante parisienne, à qui il dédicace sa composition.
Cette mise en abyme n’échappe pas aux contemporains : « Mlle Juana Romani, non contente d’être héroïne de Roybet, a tenu à être représentée aussi par ses propres œuvres. Rendons-en grâce à la charmante artiste et complimentons-la une fois de plus sur sa Manuela et sa Bianca Capello.
Outre l’officialisation de leur relation, Juana Romani cherche à dépasser l’image d’une Manette Salomon, un modèle devenu maîtresse. Elle reste toutefois l’élève mais elle devient peintre. Exposés tous deux à la Société des Artistes français, leurs tableaux figurent régulièrement dans la presse illustrée. Il n’est pas rare de retrouver dans le même numéro de L’Art français ou de L’Illustration, leurs œuvres conjointement reproduites.
Parallèlement à cette stratégie commune, Juana profite du carnet d’adresses de Ferdinand Roybet pour rencontrer des critiques, écrivains, mécènes et le Tout-Paris fortuné :
- Gustave Haller, pseudonyme de la comédienne et femme de lettres Valérie Simonin ;
- Arsène Alexandre ;
- Gustave Goetschy ;
- Camille Mauclair ;
- Armand Silvestre ;
- Louis Vauxcelles ;
- Charles Yriarte ;
- Yvette Guilbert ;
- le modèle Anna Caira ;
- le photographe Antoine Lumière (à qui elle apprit l'art de peindre) ;
- la peintre Consuelo Fould ;

- Angelo Mariani, dont les appuis profitent à Juana quand son talent seul ne suffit pas.
- En 1901 elle invita les frères Lumière à Velletri, et ils firent don à la ville d'un projecteur, qui a facilité l'ouverture d'un des premiers cinémas en Italie.
- En 1901 elle fait don de 5000 lires pour la fondation d'un prix annuel à l'école d'Art de Velletri. Quatre ans plus tard il était renommé officiellement Scuola d'Arte Juana Romani, un nom porté jusqu'en 2011[2].

### Juana Romani et Armand Silvestre
| - Paris-Noël 1892-1893. |

Le poète, homme de lettres et critique Armand Silvestre lui voue une véritable vénération. Il compose des poèmes inspirés par ses tableaux et consacre des critiques élogieuses à son égard. Par exemple, dans l'Album Mariani, publié en 1896 il écrit :
« Une toute jeune gloire, mais combien étincelante déjà : celle de Juana Romani, dont le succès va grandissant aux Salons annuels des Champs-Élysées, artiste de son pays, petite fille du Titien qui sait chiffonner, au besoin, des robes à la parisienne. C’est l’interprète naturel, trouvant en elle-même comme le trésor où elle puise, de la beauté féminine, mais aussi l’interprète viril par la puissance de l’exécution. La beauté et le talent ne furent jamais, je crois, mariés plus étroitement en un être impérieusement né pour l’art et pour la séduction, merveilleusement douée et cependant volontaire, travailleur admirable dont l’œuvre grandit comme s’épanouit une véritable floraison. »
Dans Paris-Noël de 1892 Armand Silvestre lui dédicace un poème, illustré par le tableau Femme à la rose.
À son tour, Juana lui a dédicacé son tableau Giovanella, exposé au Salon des Artistes français en 1893.
Enfin, il ne faut pas oublier qu’en 1892, Silvestre est nommé inspecteur des beaux-arts et, qu’à ce titre, il a pu jouer un rôle dans l’acquisition par l’État de deux tableaux, Primavera en 1895 (aujourd'hui au Musée des beaux-arts d'Orléans) et Salomé en 1898 (aujourd'hui au Musée d'Orsay).

## Juana Romani et les médias
Les journaux nationaux publiaient chaque année des informations sommaires sur le Salon des artistes français et des revues spécialisées des critiques de certains tableaux exposés. Mais, en plus, il existait des revues de mode, de culture générale, qui publiaient des gravures ou photographies des tableaux. Certains œuvres de Juana figurent parmi ces publications, ce qui permet de les dater et de leur donner un titre.
- Le 11 juin 1892 la revue Art français : revue artistique hebdomadaire publie sur sa couverture le tableau Bianca Capello.
- En 1893 L'Œuvre d'Art[11] publie une reproduction de Giovanella.
- Revue Paris-Noël publie à sept reprises (1892, 1893, 1894, 1895, 1897, 1900 et 1901), soit un portrait, soit un tableau de Juana sur sa couverture.

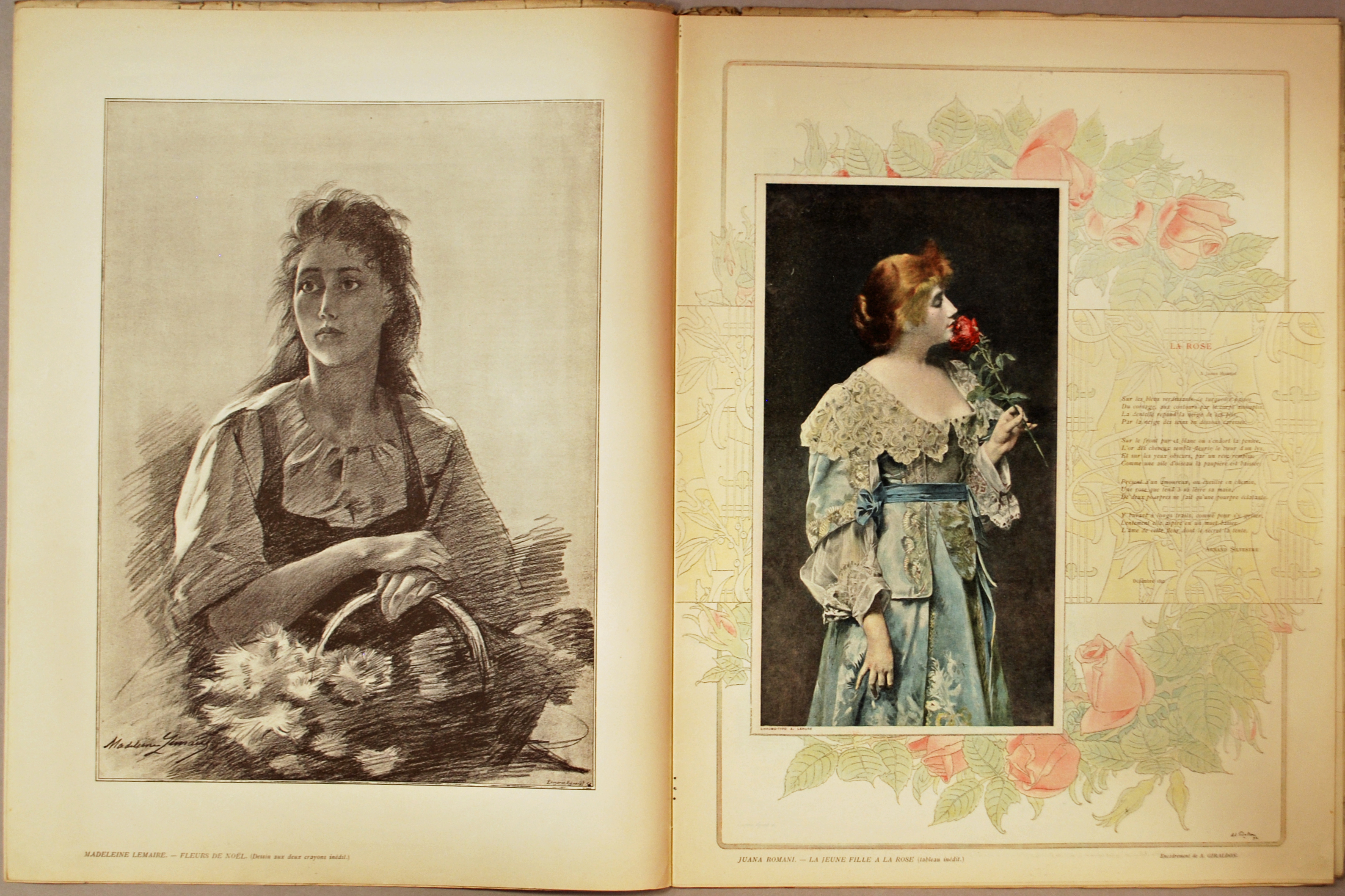
Paris-Noël 1892
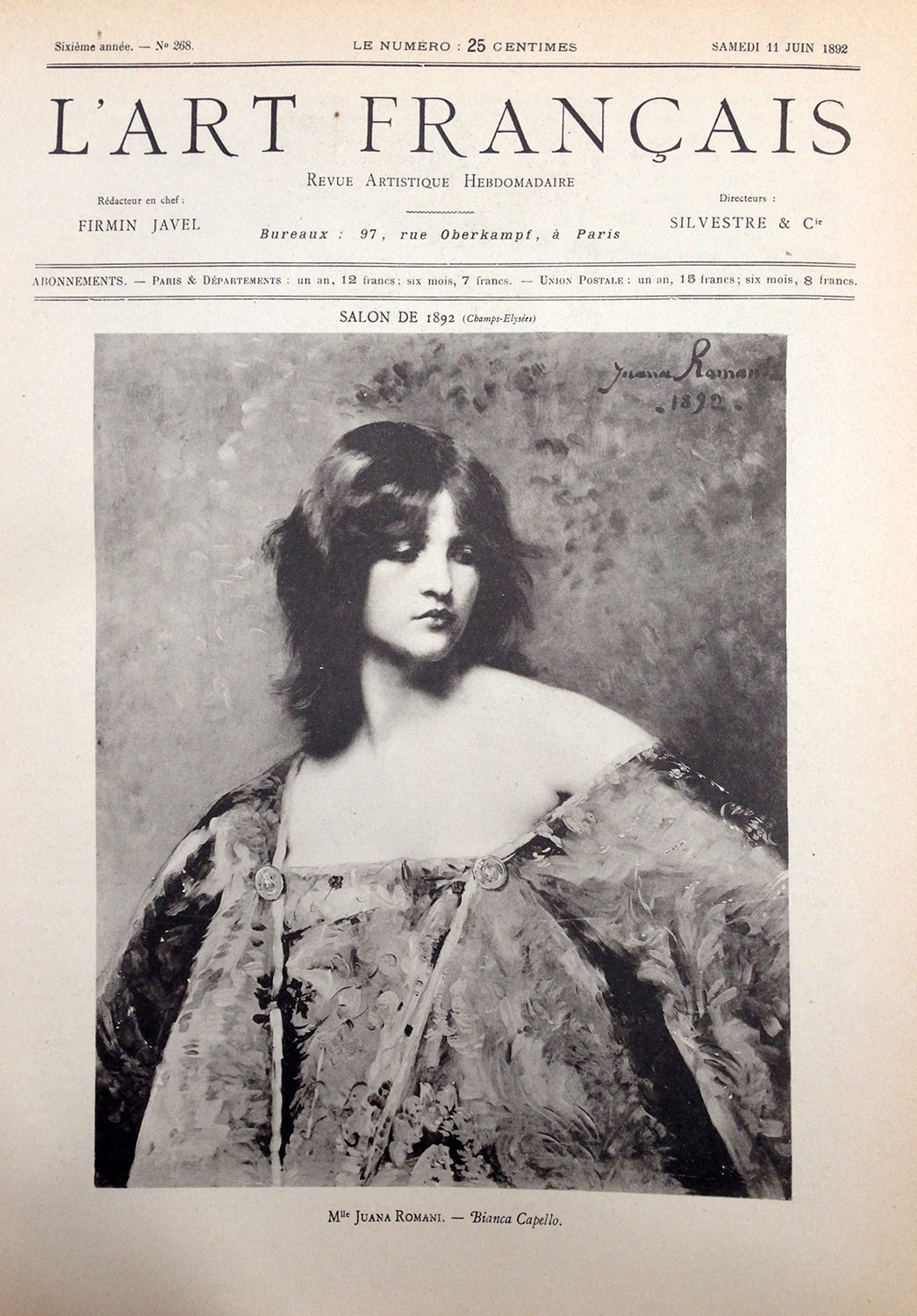
Bianca Capello - Art Français juin 1892
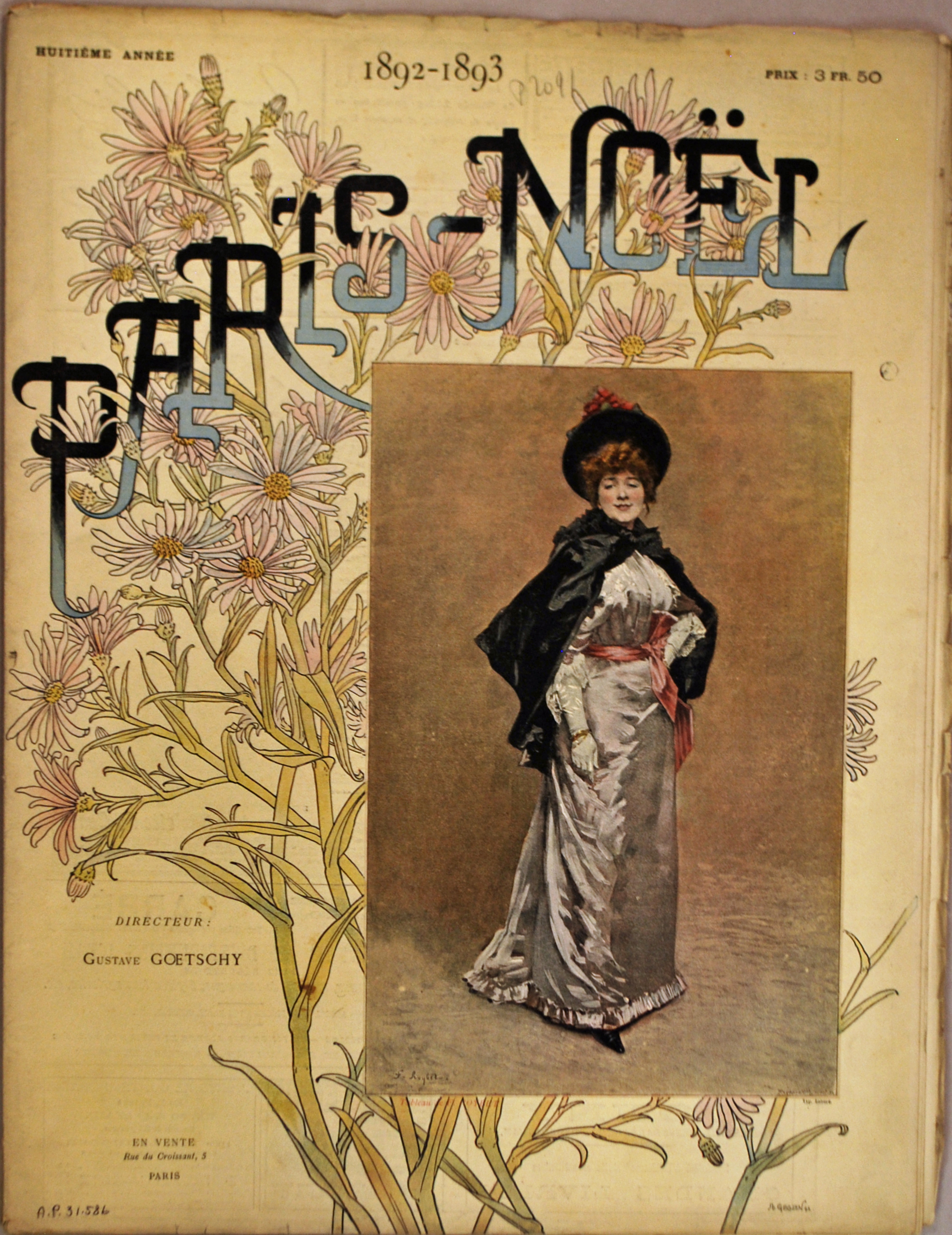
Paris-Noël 1892
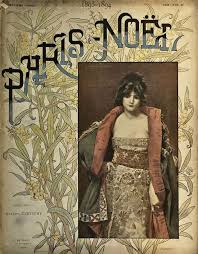
Paris-Noël 1893
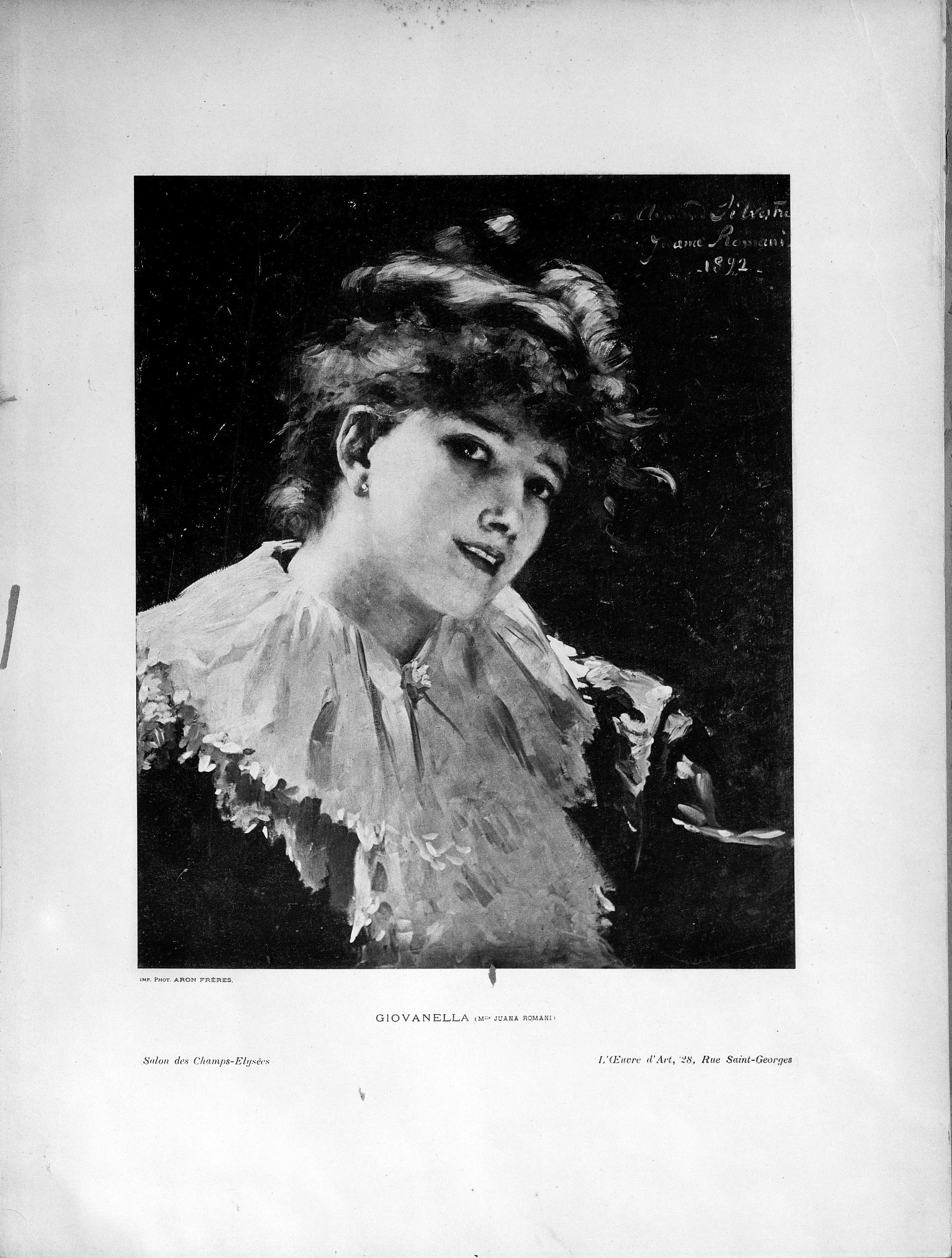
Giovanella - L'Œuvre d'Art (1893)
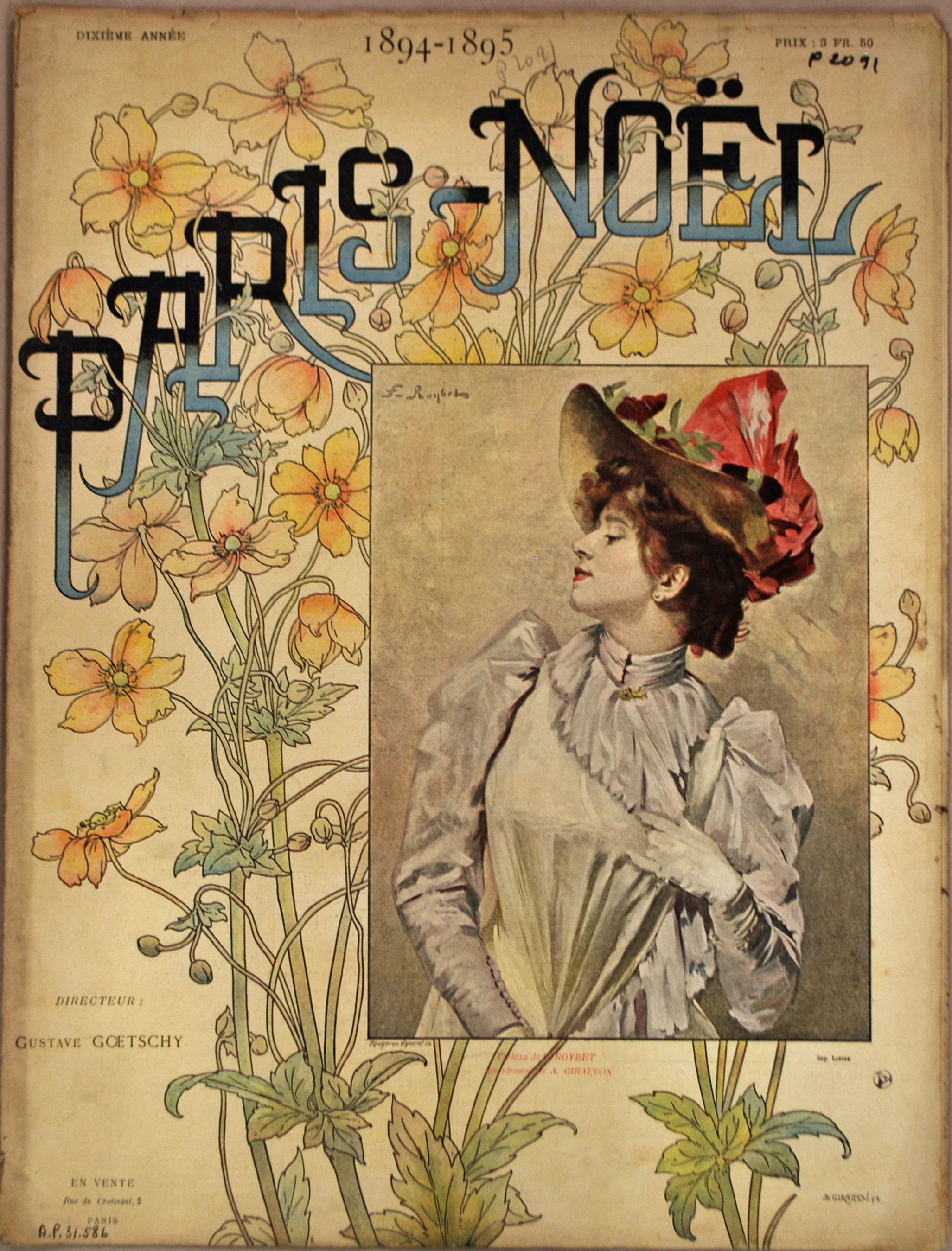
Paris-Noël 1894
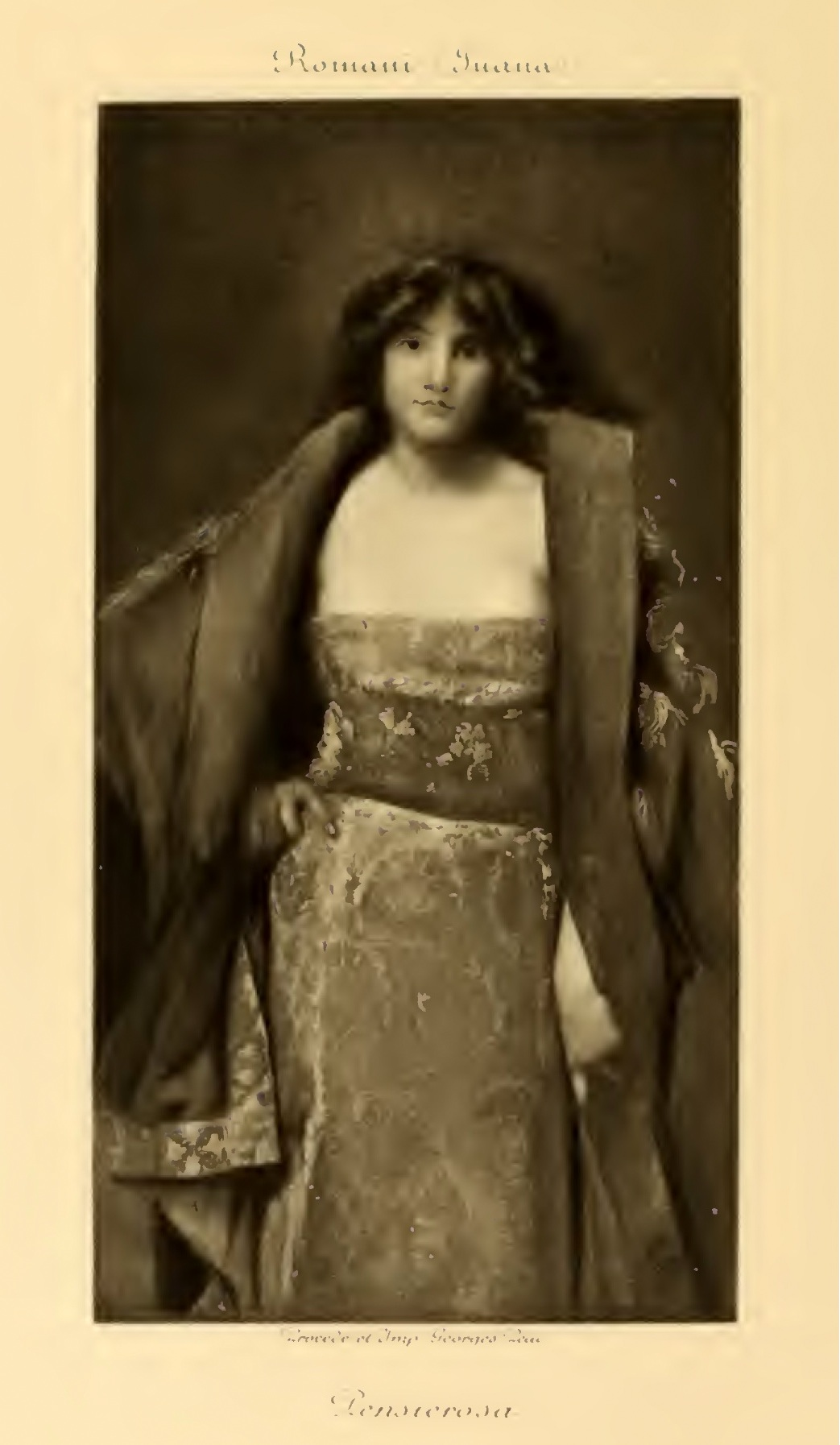
Pensierosa (1894)
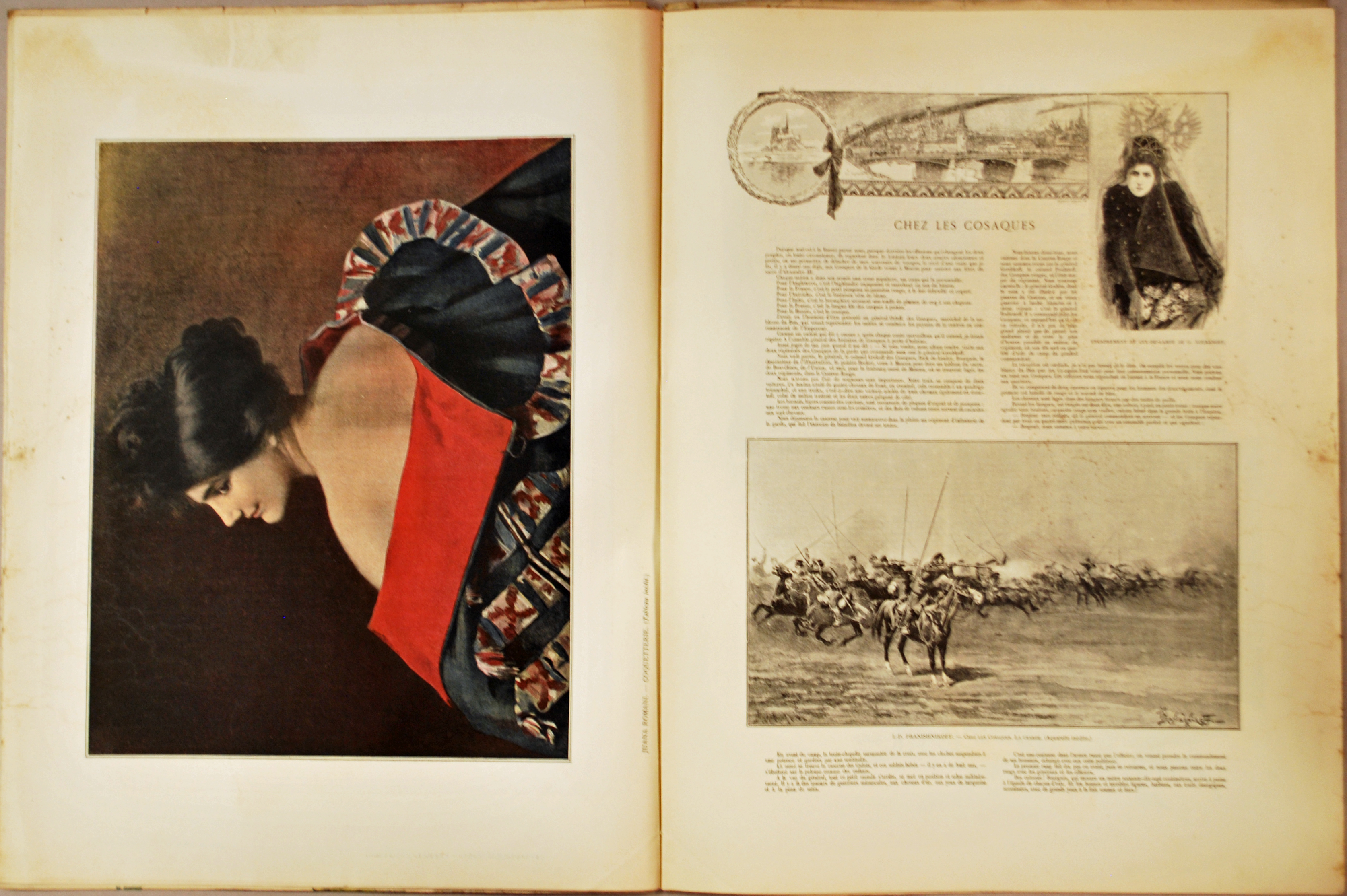
Paris-Noël 1894
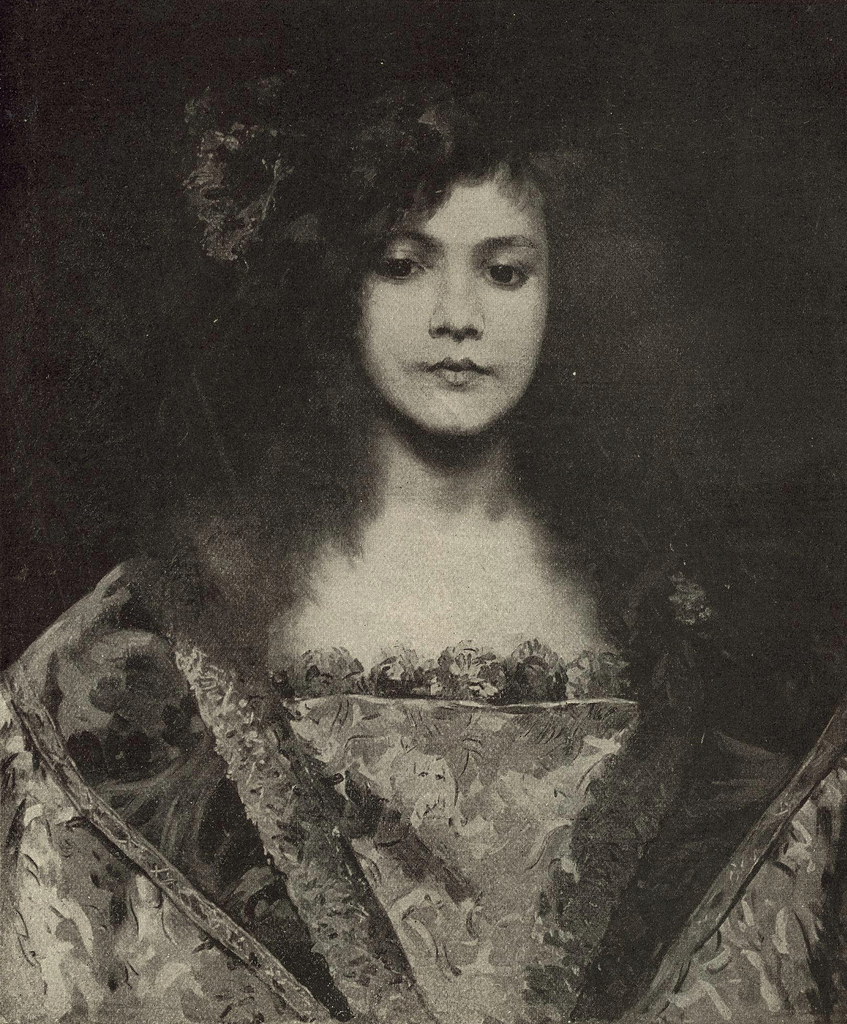
L'infante de Juana Romani paru dans la revue La Famille N° 800 du 3 février 1895
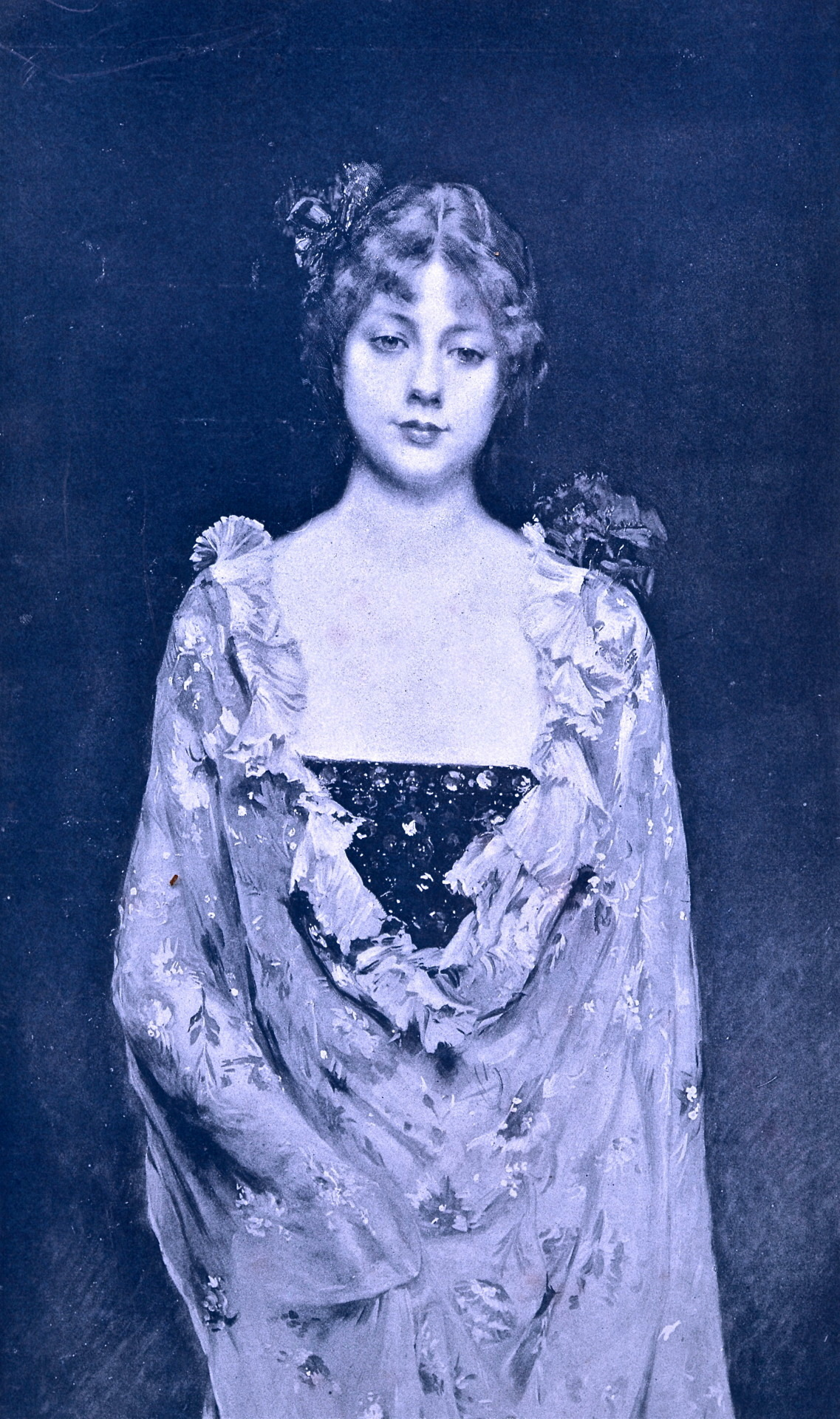
Portrait de Mlle. May Gibson dans L'écho de Paris-Salon, L'art en France de Charles Yriarte, 1895
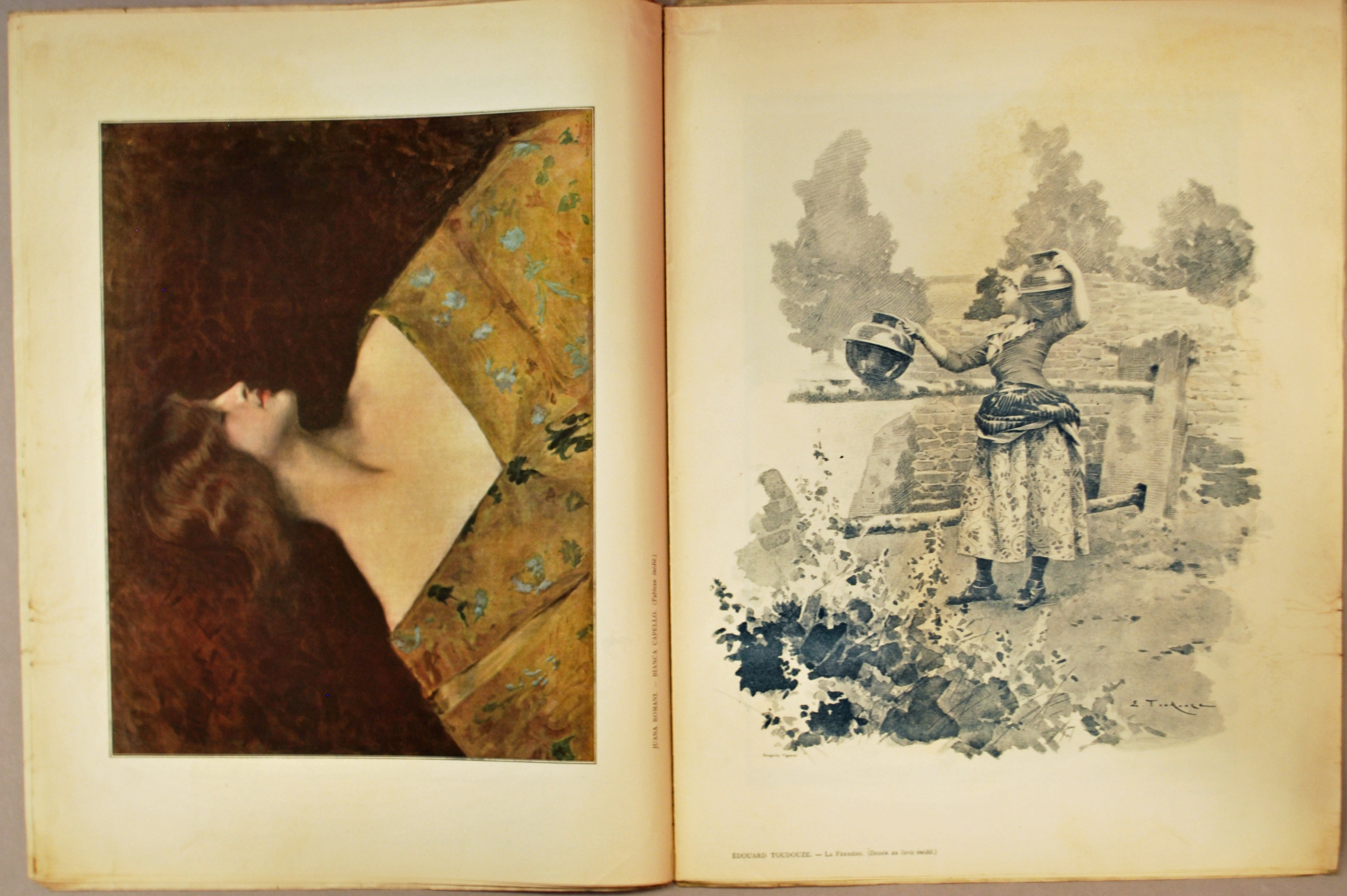
Paris-Noël 1895
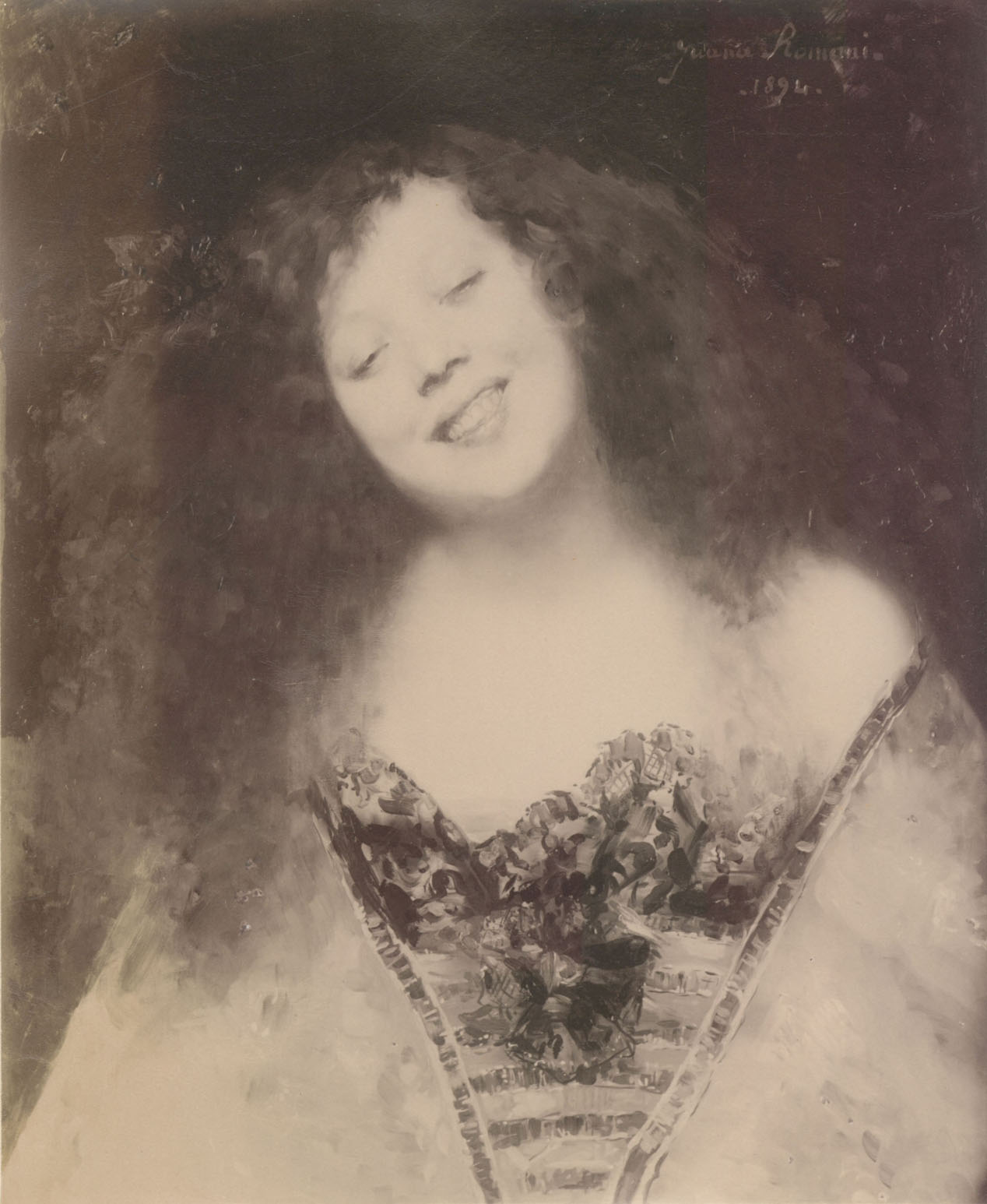
Primavera (1895)
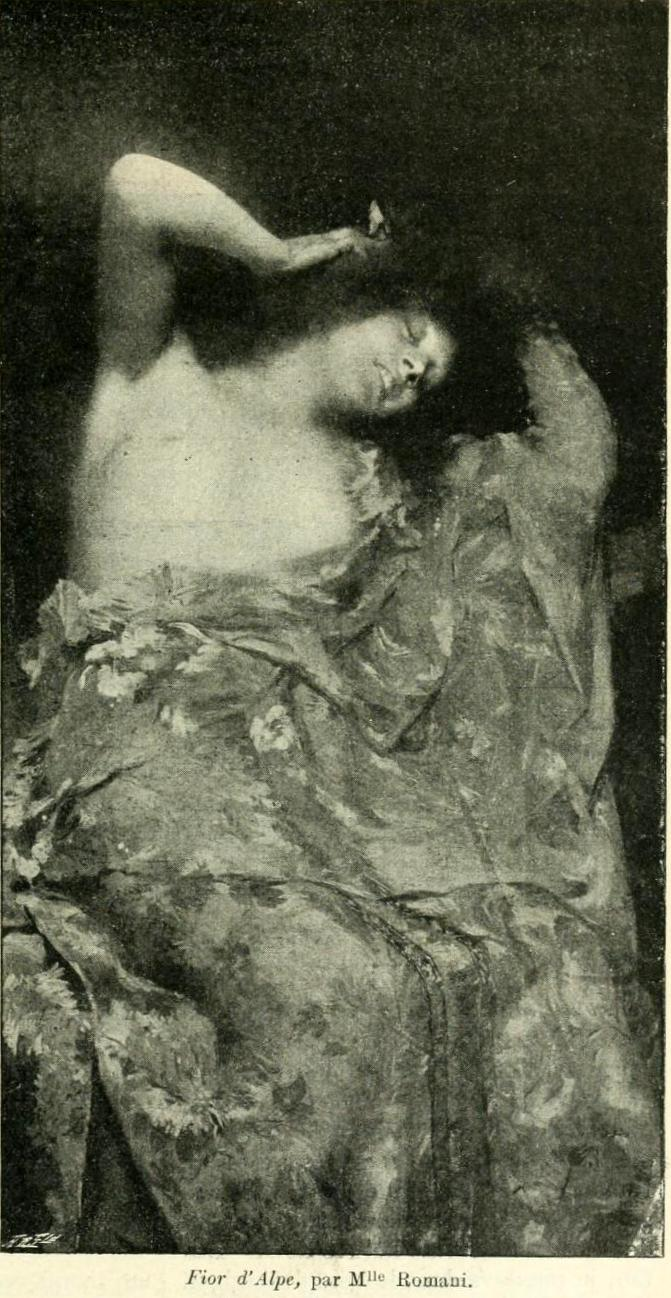
Fior d'Alpe dans Le Panorama Salon 1896, éditeur Ludovic Baschet et dans Le Monde moderne, vol. 3, 1896.
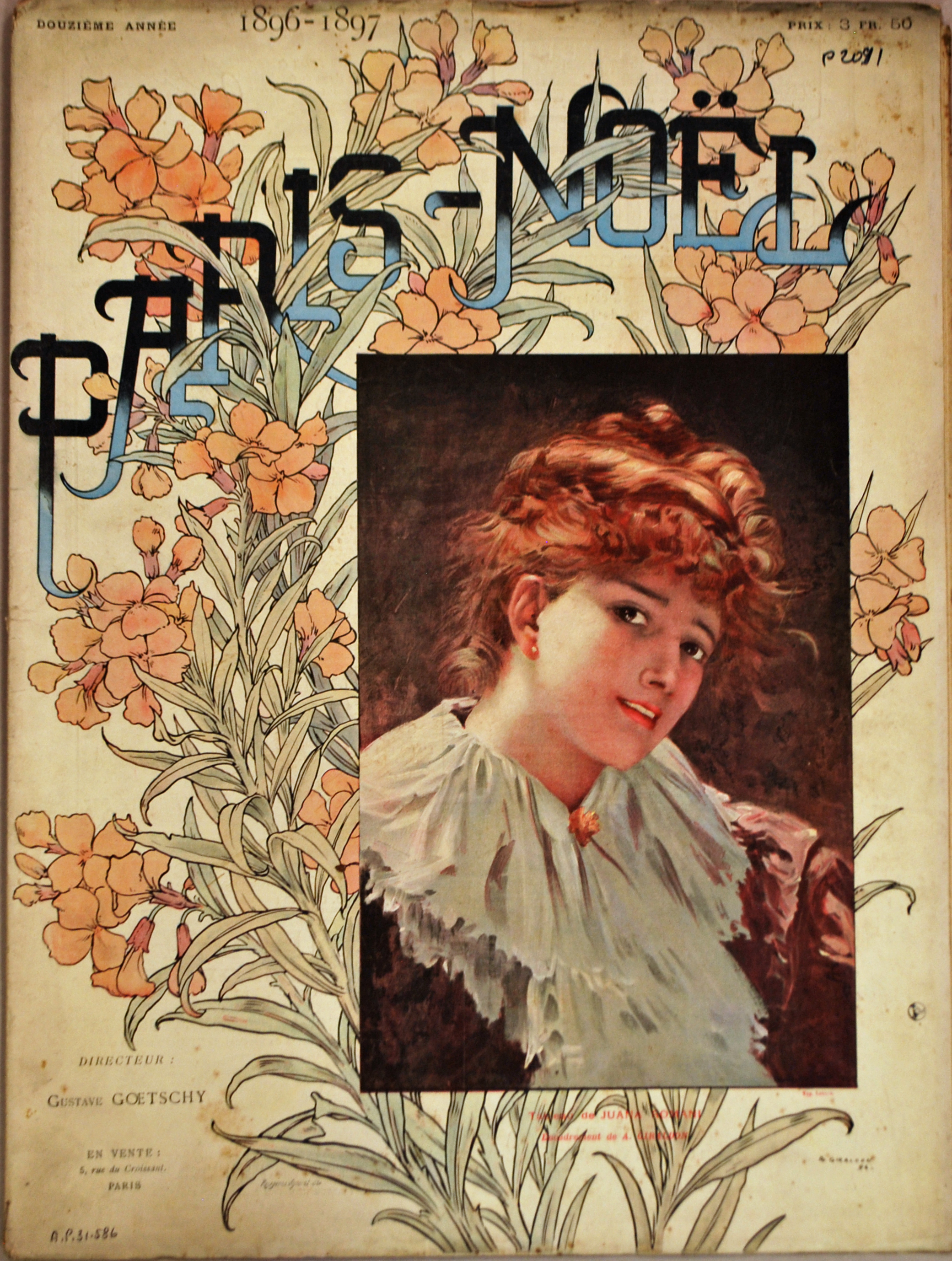
Paris-Noël 1896
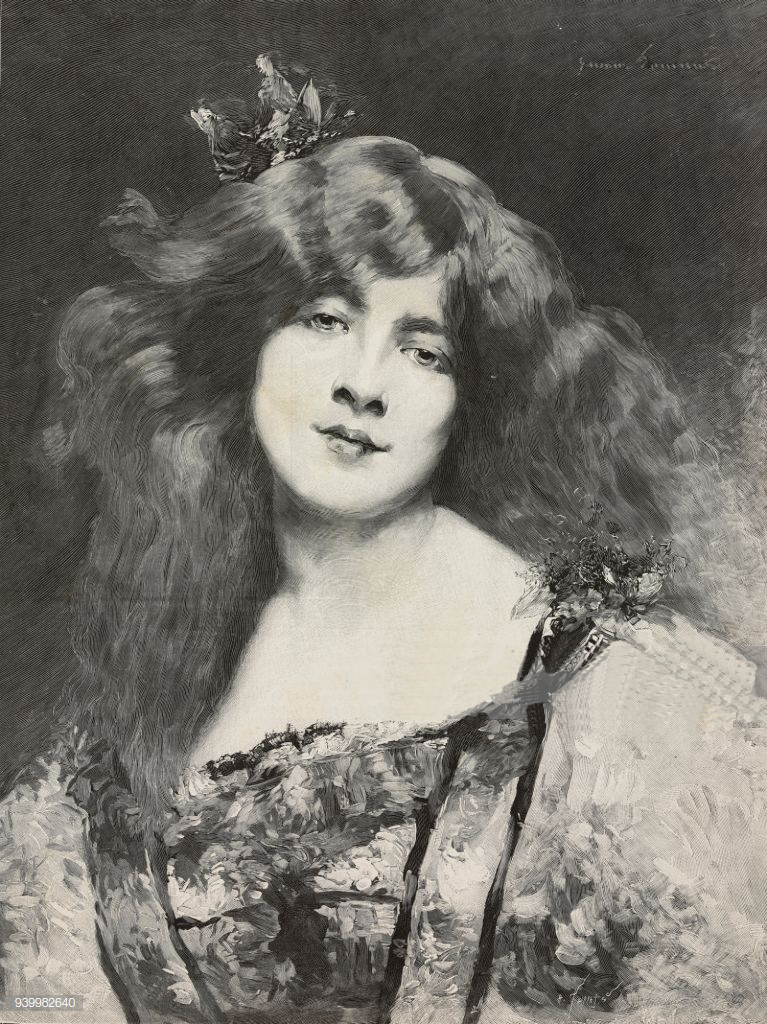
Desdemone - L'Illustration 2 mai 1896
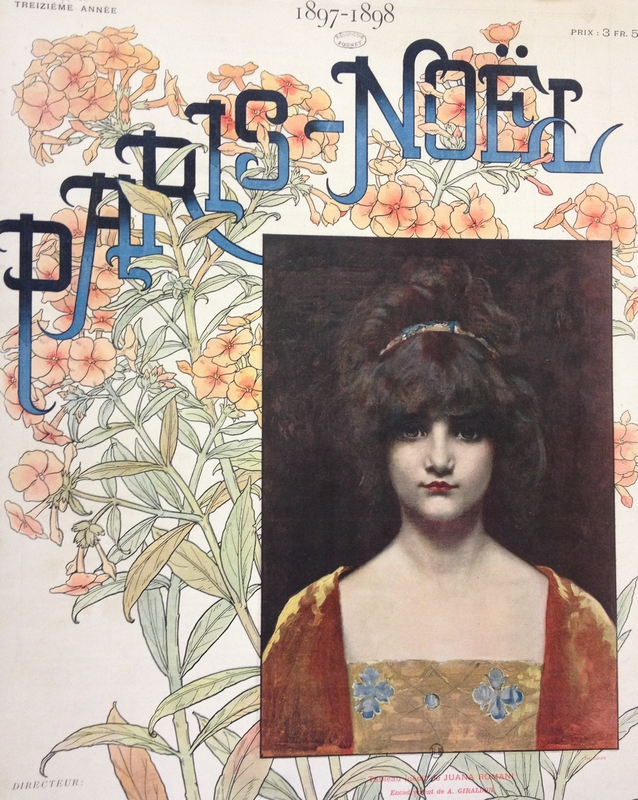
Paris-Noël 1897
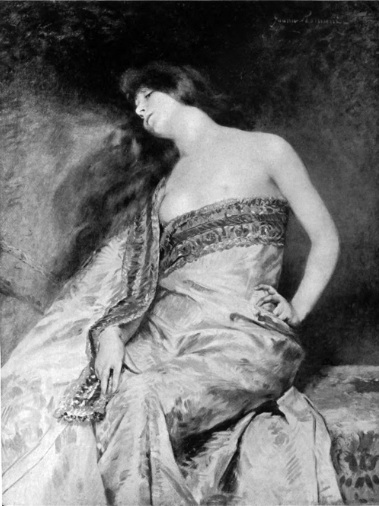
Donna Mouna (1897)
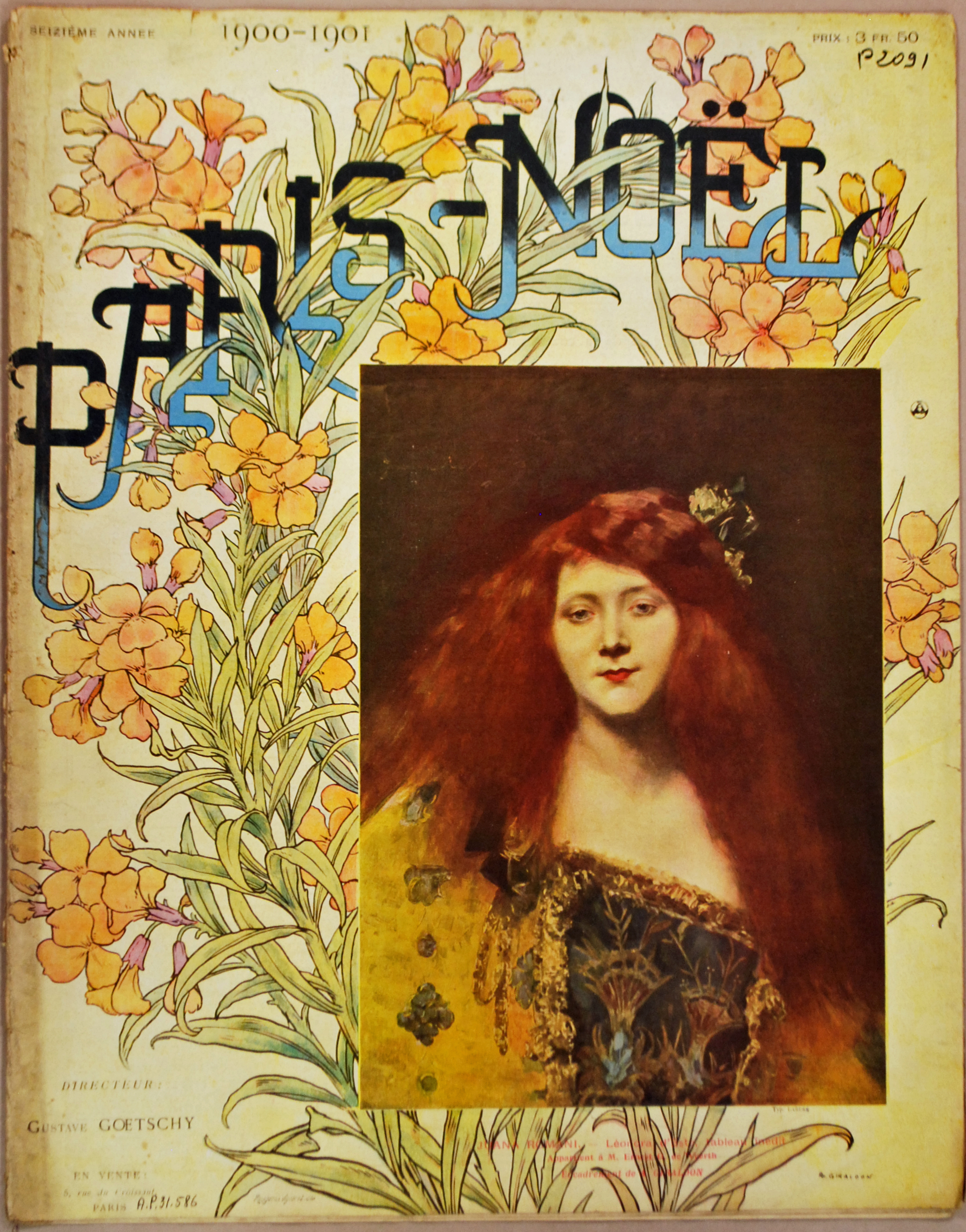
Paris-Noël 1900
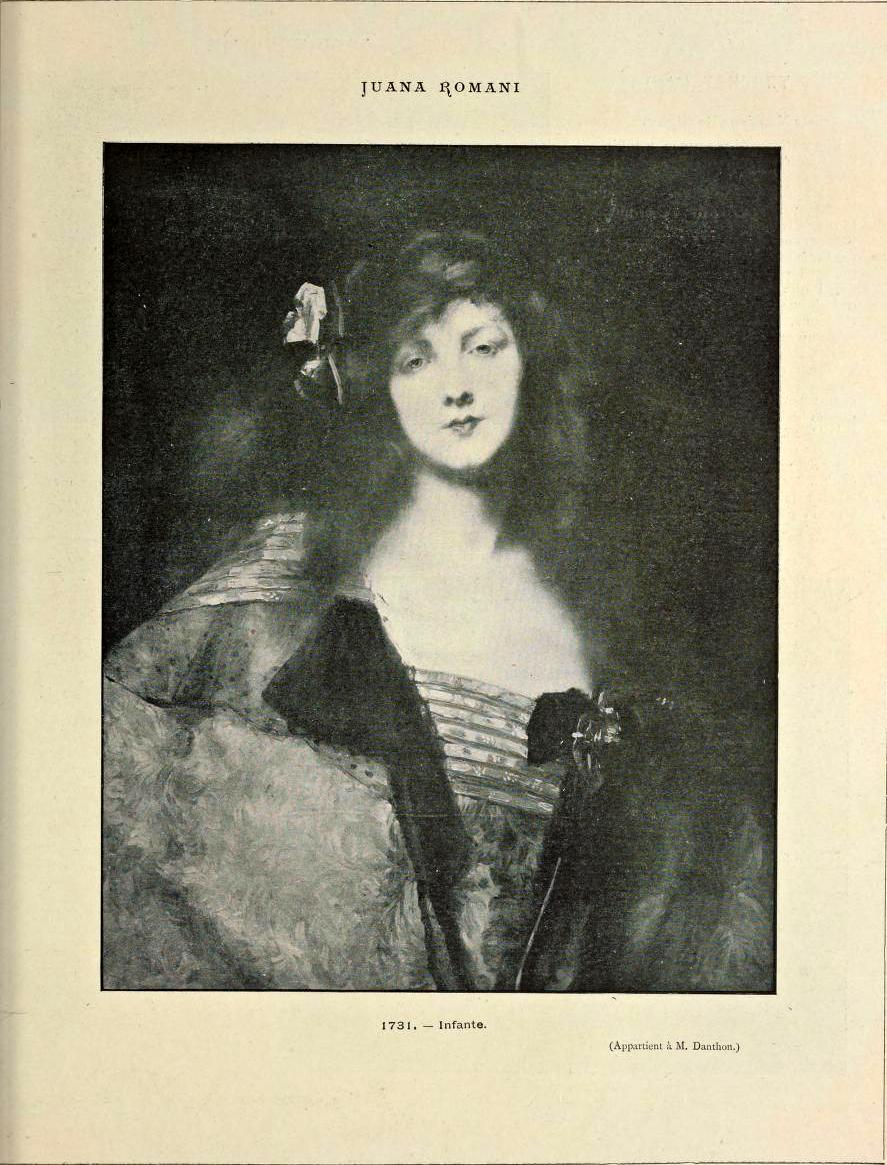
Cocorico, numéro spéciale N°51, 1901[12] publie une gravure de son tableau Infante et un petit texte de Juana :
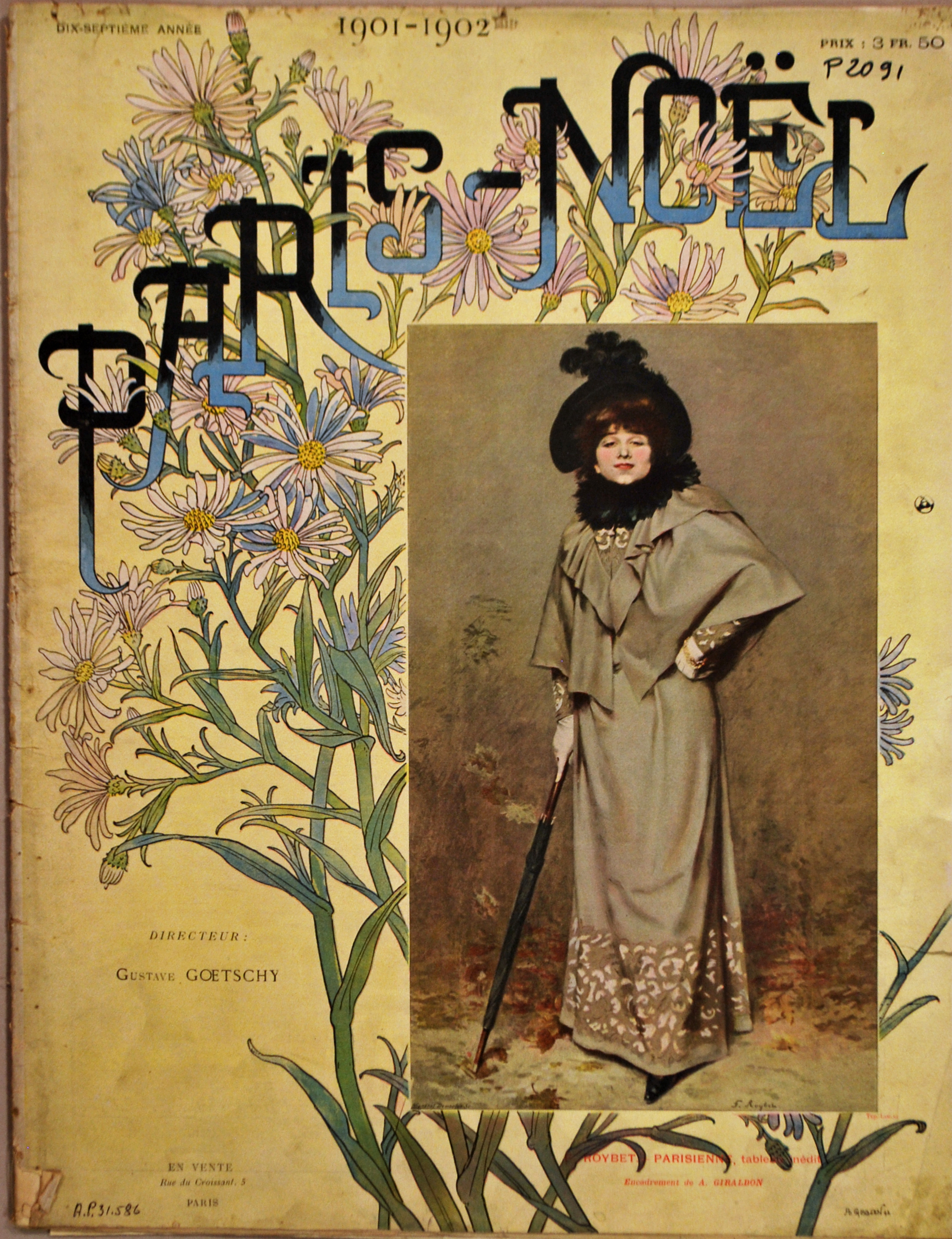
Paris-Noël 1897
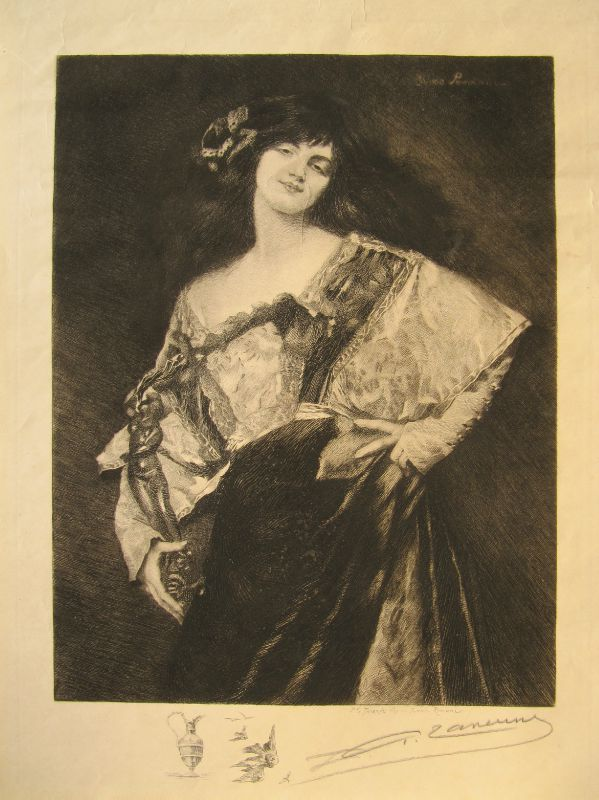
Desdemona Gravure de Pierre Taverne (1892)

« Monsieur, Vous me demandez mon avis sur la peinture. J'aime la peinture sous toutes ses formes lorsqu'il s'en dégage quelque chose, ce je ne sais quoi qui est l'âme de l'artiste, et quand l'artiste est doublé d'un vrai peintre, alors c'est le chef-d’œuvre… Rembrandt et Velázquez, voilà mes Dieux. (signé) Juana Romani. »
- Le 1er mai 1903, le magazine Femina la remarque parmi sept artistes femmes présentes au Salon.

### Juana Romani et la publicité
|  |

|  |

| - Le parfun Lentheric. - Collection Félix Potin. - Les peintres et la couleur. |

Le sponsoring de personnalités en vue (sportifs, acteurs, artistes etc.) a débuté vers la fin du 19e siècle. Il prenait la forme, soit de cartes d'images, distribuées avec un produit de la marque et destinées à être collés dans un album, soit d'albums publicitaires où les personnalités vantaient les mérites de la marque.
Le plus connu du premier type a été réalisé par l'enseigne Félix Potin et les trois Collections Félix Potin, ou plus de 1500 personnalité figurent entre 1898 et 1925. Juana Romani figure dans la deuxième série.
Les Albums Mariani, dont il existe quatorze volumes, étaient tirés en un grand nombre d'exemplaires (environ 800 000 par volume). Juana Romani figure dans deux de ces albums.
Angelo Mariani est un industriel de la boisson (Vins Mariani, un mélange de vin, extraits de feuilles de Coca, précurseur de Coca-cola) et de produits dérivées (des bonbons à la cocaïne par exemple !). 
- On constate qu'en 1896, Juana s'est mise en scène avec plusieurs bouteilles de vin Mariani à la coca et une branche de cet arbuste. À cela, elle a ajouté une petite phrase : « C’est le rêve. À Angelo Mariani le plus sympathique des amis. Juana Romani. ». Pour la publication de 1894, elle a ajouté un petit vers : « À Angelo Mariani : Après un bon macaroni, Qui de coca se désaltère,
Connait le bonheur sur la terre, C’est mon cas. Juana Romani. »

- Pour les parfums Lentéric : Le Tintoret a fait le miracle de Saint-Marc ; Lentéric a fait le miracle du parfum exquis la Féria
- On trouve Juana dans la deuxième collection de Félix Potin.
- Un album pour la société Lefranc, fournisseurs de produits pour artistes : La couleur, pour un peintre, c'est ce qu'il y a du plus difficile - mais c'est la matière la plus précieuse quand l'on sache s'en servir.
- Sur une autre (non-identifiée) collection d'images.

Ceci implique clairement que Juana Romani, à la fin de 19e siècle, était une « Personnalité » reconnue.

## Juana Romani la peintre
Vers 1887, Juana cesse de poser comme modèle afin de se consacrer exclusivement à son propre art. Elle peignait, au début, sous son nom : Carolina Carlesimo di Casalvieri, mais également signe Veliterna Romains Juana. En 1888 elle adopte définitivement le pseudonyme Juana Romani.
Entre 1888 et 1892 Juana se transforme : au début elle était la modèle de..., puis l'élève de..., puis maitresse/épouse de... et enfin l'artiste talentueuse, Juana Romani.
À vingt-et-un ans, elle commence sa carrière artistique « professionnelle » en présentant au Salon des Artistes français de 1888 une aquarelle représentant La gitane. Carolus-Duran, qui encadre l’atelier qu’elle fréquente, l’a explicitement soutenue en demandant à son collègue Jean-Jacques Henner d’infléchir les membres du jury en sa faveur.
Elle expose régulièrement au Salon de la Société des artistes français de 1888 à 1904. Selon le Catalogue illustré du Salon des artistes français, les tableaux exposés par Juana sont :
Dans le microcosme de la critique parisienne, tout se sait, des piques aux « ennemis » et « coups de main » aux amis sont de rigueur. Juana était connue comme simple modèle, mais elle était aussi connue pour avoir un talent artistique certain. À son début elle est décrite comme : l'élève de Henner, puis élève de Roybet, ce qui est parfaitement juste, et que ses tableaux sont des combinaisons des deux techniques, ce qui est injuste. Mais assez rapidement, les critiques des œuvres qu'elle présentait au Salon des artistes français sont quasi unanimes : elle a largement dépassé ses maîtres. L'un d'eux affirme qu'elle peut se mesurer avec Vélasquez !
- « […] sa science de peintre, qui procède autant de Roybet que d’Henner, certaines fois plus de l’un que de l’autre, selon le tableau, est très sérieuse, elle est d’une habileté extraordinaire[Note 12].

- en 1896, Louis Gonse du Monde moderne écrit[18] que

« Mlle. Romani : Tout autre est le talent de Mlle Romani. Si j'en parle, ce n'est pas que je goûte beaucoup la note d'art qu'elle représente, mais parce qu'elle nous offre un cas merveilleux de virtuosité, dans un temps cependant où la virtuosité est monnaie courant. Mlle Romani est italienne, cela va sans dire ; de plus on la devine élève de Roybet, le malin s'il en fut, pour connaître les tours du métier et en tirer le maximum d'intérêt pittoresque. De ces deux influences d'origine et d'éducation, est sorti un composé extraordinairement brillant, savoureux et capiteux. Que cette jeune et sympathique artiste me pardonne de lui dire sans périphrases que je la trouve plus habile que M. Roybet lui-même. Comme lui, elle croit à la valeur d'une étiquette à effet, - Fior d'Alpe, Desdemona, - au prestige d'étoffes soyeuses, des chairs moites et lustrées, à l'importance du geste théâtral, mais mieux que lui, elle sait jouer de la grâce captivante du sourire et du frisson de l'épiderme ; elle a plus d'élégance, de finesse et de charme ; son audace a quelque chose d'impétueux et de joyeux qui désarmerait la critique la plus austère. Genre artificiel mené de main de maître ! ».
- En 1898, dans Le Figaro du 30 avril 1898 : Mme Juana Romani peint maintenant avec plus de souplesse et d'éclat que son maître Roybet lui-même. [Note 13]

- Dans un article[19] écrit au tournant du siècle, le critique et homme de lettres Camille Mauclair donnait une analyse de son travail -

Mlle Juana Romani est, à la Société des Artistes Français, presque la seule femme qui fasse preuve de talent, dans une acception toute dissemblable. Élevé de Henner et de Roybet, elle n'a retenu que le don d'enveloppement mystérieux du premier et a, fort heureusement, oublié en grande partie l'étalage de faux savoir, la sécheresse, la lourdeur du second. Elle n'en a gardé qu'un certain goût pour les étoffes riches et les arrangements moyenâgeux des figures dont les vêtements d'orfroi et de satin broché font valoir les chairs et les chevelures.
Mlle Romani expose des séries de figures de femmes ainsi drapées, avec des nœuds à la Velasquez dans des ondes de cheveux d'or. La psychologie de ces visages est sommaire, ils sont de purs motifs à une symphonie de tonalités, mais cette symphonie est souvent exquise. Elle se joue dans un frémissement de lueurs nacrées à la Henner, dans ce froissement qui s'obtient en revenant avec de légers glacis transparents appliqués dans un même sens sur un beau ton de fond peint en pleine pâte solide, de façon à obtenir des consistances et des polissures d'émail. Le procédé est connu, mais Mlle Romani l'emploie avec une étonnante habileté. Elle a une manière grasse et riche, un don des passages de tons, un sens de l'éclat et de luxe que son maitre Roybet est loin d'avoir.
C'est une virtuose sachant à merveille faire valoir une note de lumière sur un ton froid, et harmoniser une gamme de demi-teintes sur une figure dont la chair semble pulpeuse comme celle d'un fruit ouvert. Enfin, elle a un sens réel de l'art décoratif et comprend très clairement qu'échapper au préjugé du fini en indiquant avec justesse, de façon qu'on ne voie pas tout, mais que tout y soit pourtant, c'est toucher à la suggestion, c'est-à-dire à l'un des signes de l'art durable. On peut dire de Mlle Romani qu'elle se répète, comme ses maîtres, qu'elle manque d'expression, qu'elle est trop adroite, qu'elle a une habileté de palette et une vision d'atelier. On peut souhaiter qu'elle se renouvelle, mais ce qu'on ne peut pas contester, c'est le charme riant et la sensation de peinture souple et luxueuse qu'on trouve en ses tableaux. Il y a là une générosité de coloris qui fait penser aux improvisations brillantes de Gaston La Touche, romantique renouvelé par l'impressionnisme, et le tempérament, pictural de Mlle. Romani est d'une énergie très rare chez les femmes, sans cependant s'alourdir de prétentions masculines.
Au début du 20e siècle Juana montre qu'elle est aussi une portraitiste de talent. Elle peignit les portraits de la princesse Joachim Murat, de la duchesse de Palmella, de Mlle Gibson, de Mme Prètet, de Mlle Guillemet, de M. Roger Gouri du Roslan, de Mme Hériot, de la comtesse de Briche, de Mme de Lurcy et de Mlle Claire Lemaître. 
Expositions
- 1895, elle participe à l'exposition internationale de Bordeaux.
- 1899, elle participe à l'exposition de Monté-Carlo.
- 1901, elle participe à l'exposition Internationale d'Art qui se déroule à Venise.
- 1906 Musée du Luxembourg : Son Salomé reçoit des éloges de la critique[Note 14].

## Œuvres de Juana Romani
Il ne semble pas exister un catalogue illustré des œuvres complètes de Juana Romani. Beaucoup de ses tableaux se trouvent dans des collections privées et, lors des ventes, les tableaux peuvent recevoir des titres plus au moins arbitraires. En plus, les tableaux, même signés, ne sont pas toujours datés.
La liste ci-dessous, nécessairement incomplète, donne le titre et la date des tableaux identifiés par un musée ou par une illustration publiée dans une revue de l'époque.
- Autoportrait, c 1887
- Gitane, 1888
- Le modèle, 1888, musée Roybet-Fould
- Le matin, 1889
- Femme surprise, 1889
- Judith, 1889
- La Lectrice (c. 1889)
- Portrait d'un garçon, 1889
- Hérodiade, 1890
- Jeune fille aux chats, 1890
- Graziella, c 1890[Tb 1]
- Angelica, 1891
- Madeleine, c. 1891
- Manuella, 1892
- Bianca Capello, 1892
- Jeune fille avec collerette, 1892
- Fille de Théodora, 1893[Tb 2]
- Giovanella, 1893
- Bella Donna ca 1893
- Portrait de jeune fille, c. 1893
- Portrait de jeune fille, c. 1893
- Portrait de jeune fille, 1893
- Femme à la rose, 1893
- Pensierosa, 1894[Tb 3].
- L'Infante, 1894[Note 15] Philadelphia Museum of Art, collection John G. Johnson.
- Coquetterie, 1894
- Portrait de Mlle. May Gibson., 1894
- Primavera, 1895, Musée des beaux-arts d'Orléans
- Bianca Capello, c 1895
- Fior d'Alpe, 1896
- Desdemona, 1896
- Donna Mouna, 1897[Tb 4].
- Faustolla da Pistoia, 1897
- Femme, 1897
- Beauté orientale, c 1897 Musée national des Beaux-Arts (Argentine)[Tb 5].
- Fleur de Noël, 1897
- Angelica, 1898
- Beauté au cheveu noir, 1898
- Salomè, 1898, Paris, musée d'Orsay
- Sourire, 1898
- Mina da Fiesole, 1899
- Jeanne d'Arc, 1900, Université de Syracuse galerie d'art
- Portrait de Mlle. H.D., 1900
- Autoportrait, 1901
- Portrait de Roger, 1901[Note 16].
- Infante, 1901
- San Giovanni, 1901
- Portrait de Jeanne Guillemet, c 1902, tableau volé du musée Roybet-Fould
- Portrait de Mlle la princesse Joachim Murat, 1902
- Tizianella, 1902
- Adèle, 1902
- Portrait de femme en costume vénitienne, c 1902, musée Roybet-Fould
- Portrait de Mlle. Emmanuelle de Luynes, 1903[Note 17]
- Portrait de Mme la duchesse de Palmella, 1903[Tb 6].
- Portrait de Roger Legge, 1904
- Desdemone, 1904

## Galerie

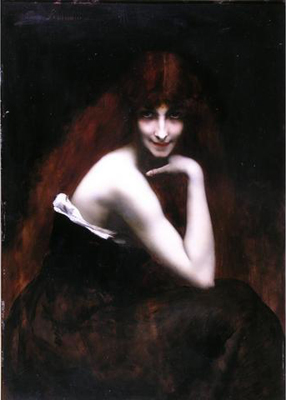
Autoportrait c. 1887..
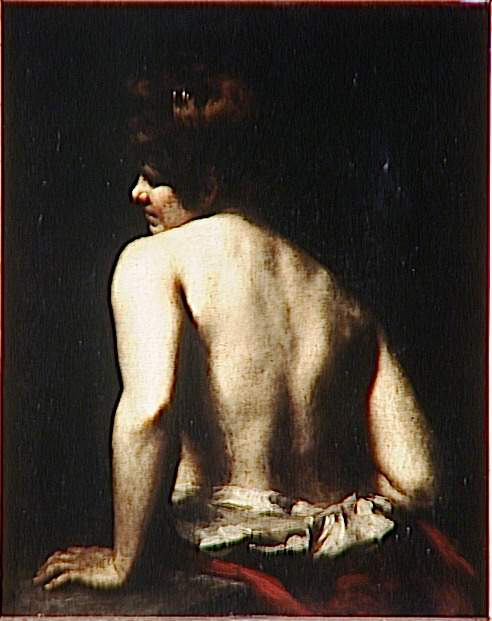
La Modèle c. 1888..
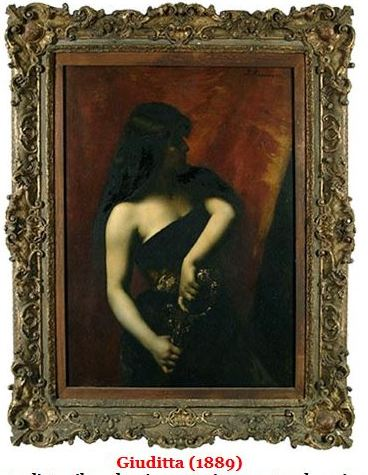
Judith (1889).
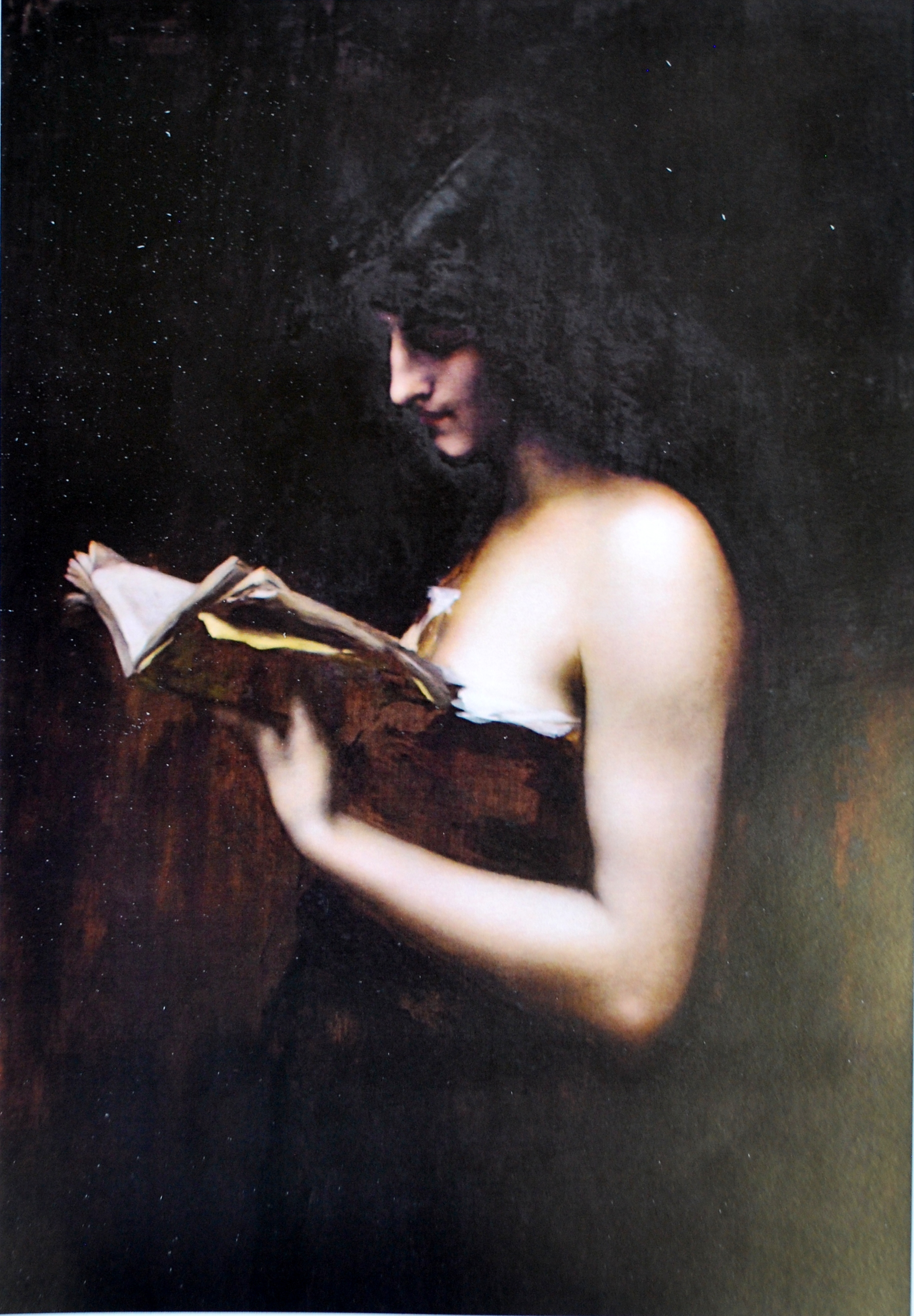
La Lectrice (c. 1889).
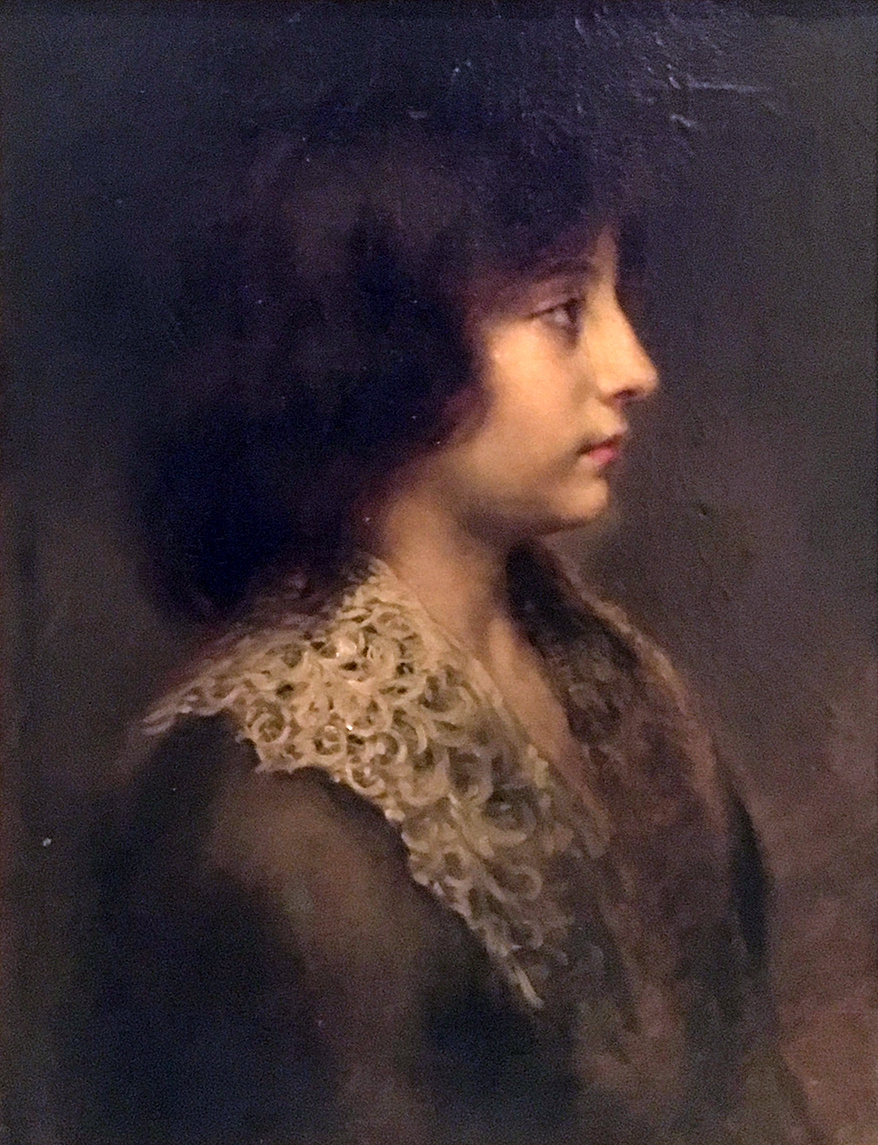
Portrait d'un garçon (1889).
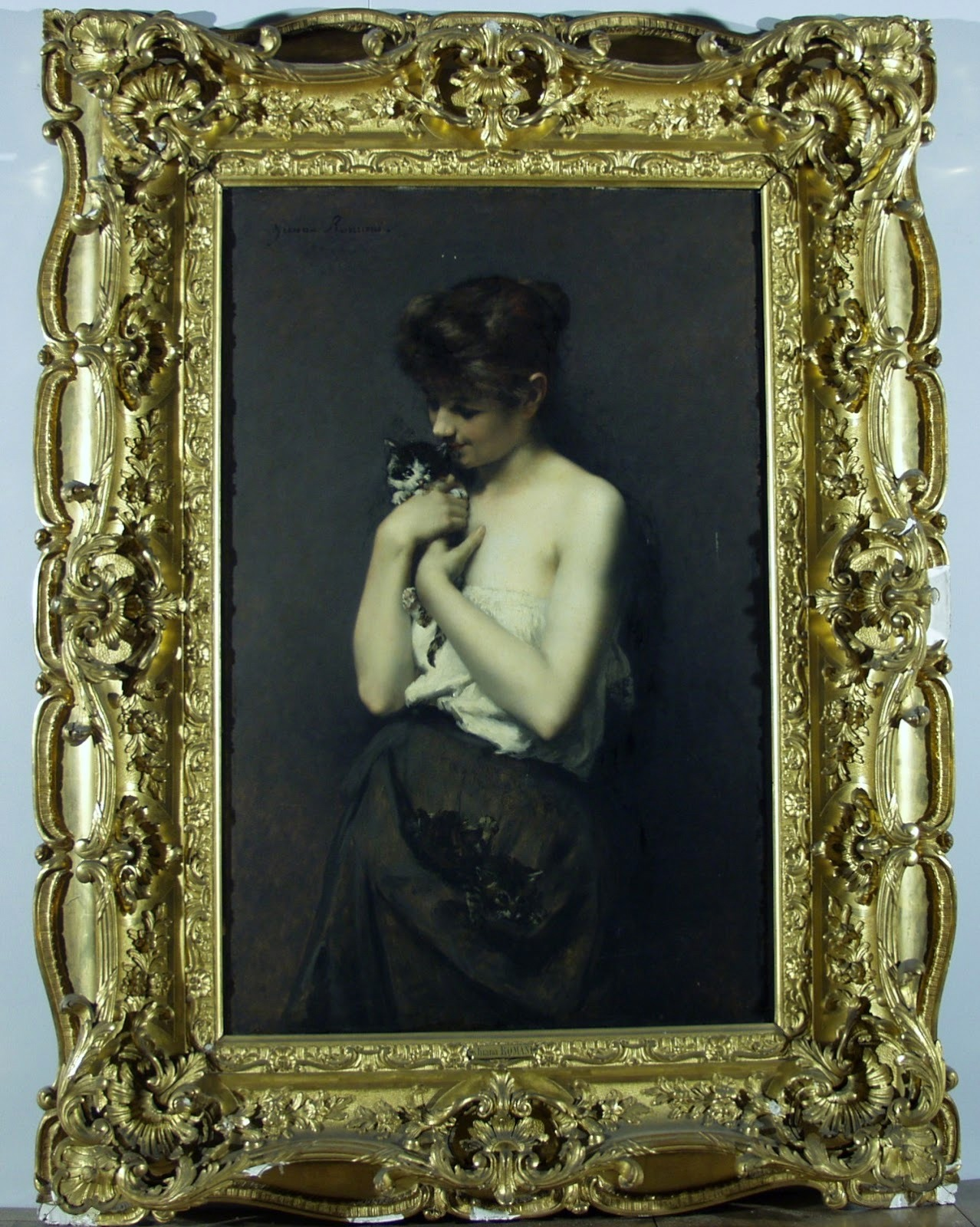
Jeune fille aux chats (1890).
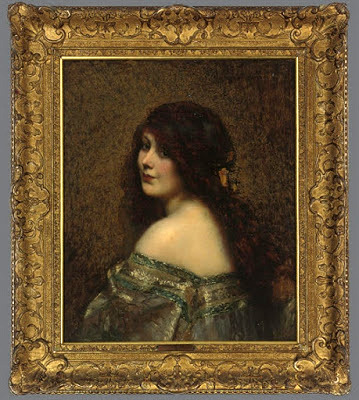
Graziella (c. 1890).

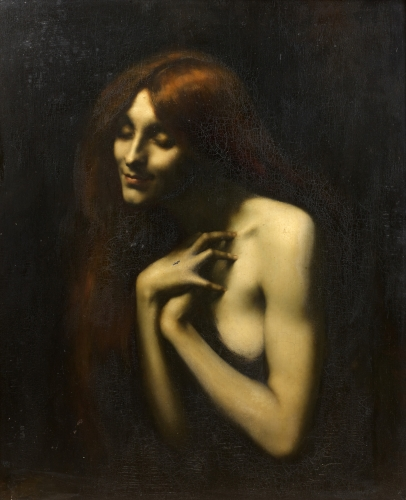
Marie-Madeleine (c. 1890).
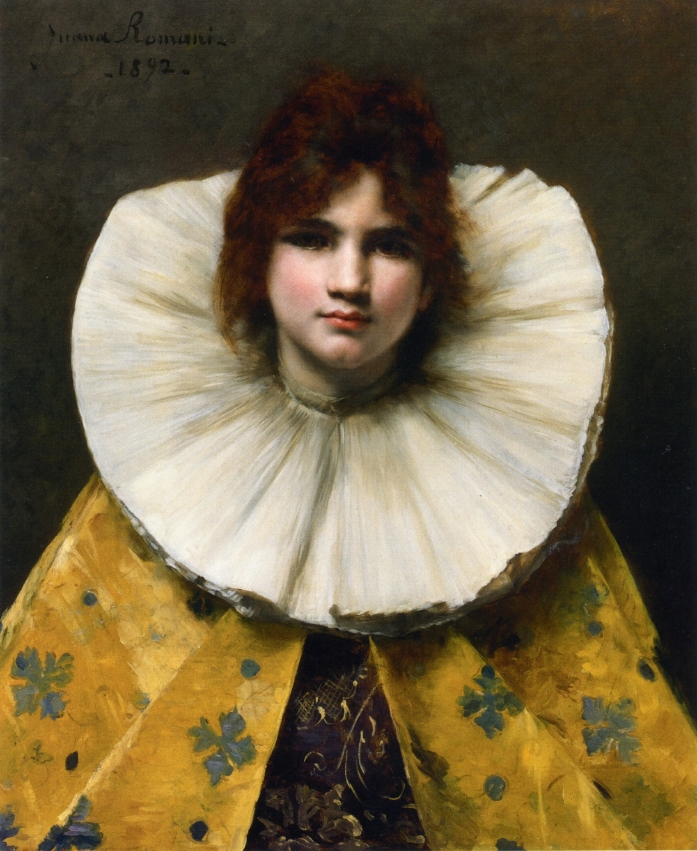
Jeune fille avec collerette (1892).
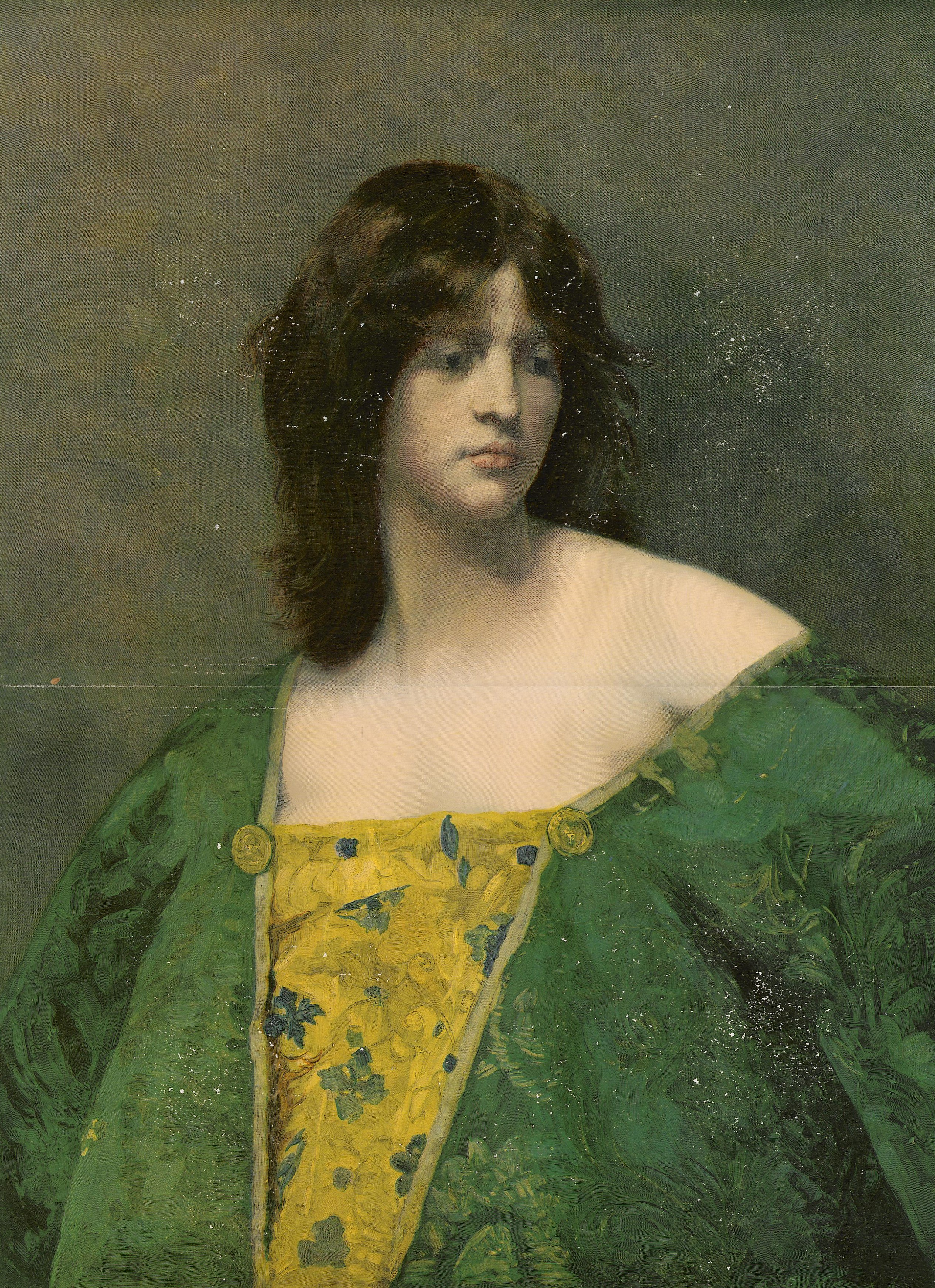
Bianca Capello (1892).
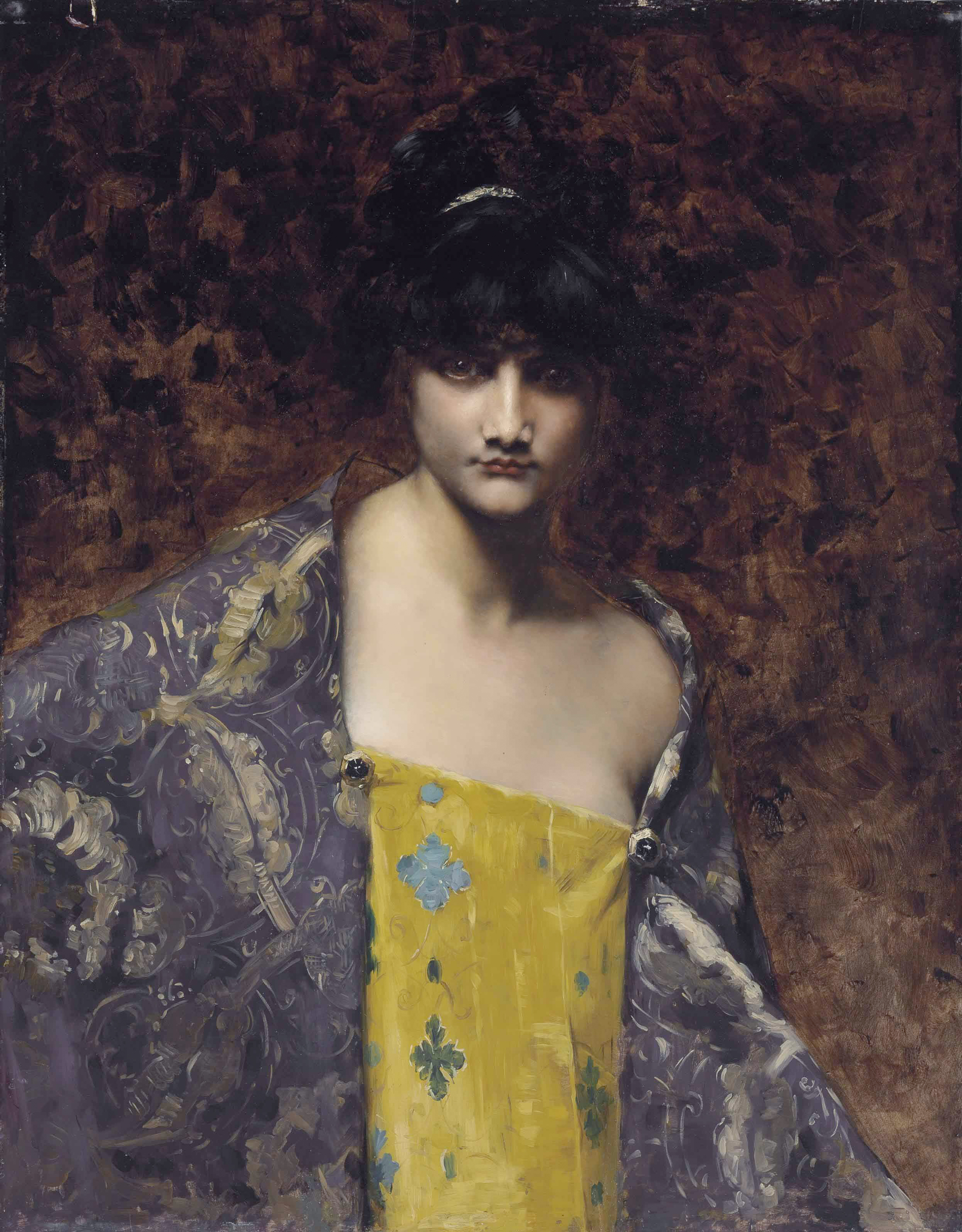
Fille de Théodora (1893).
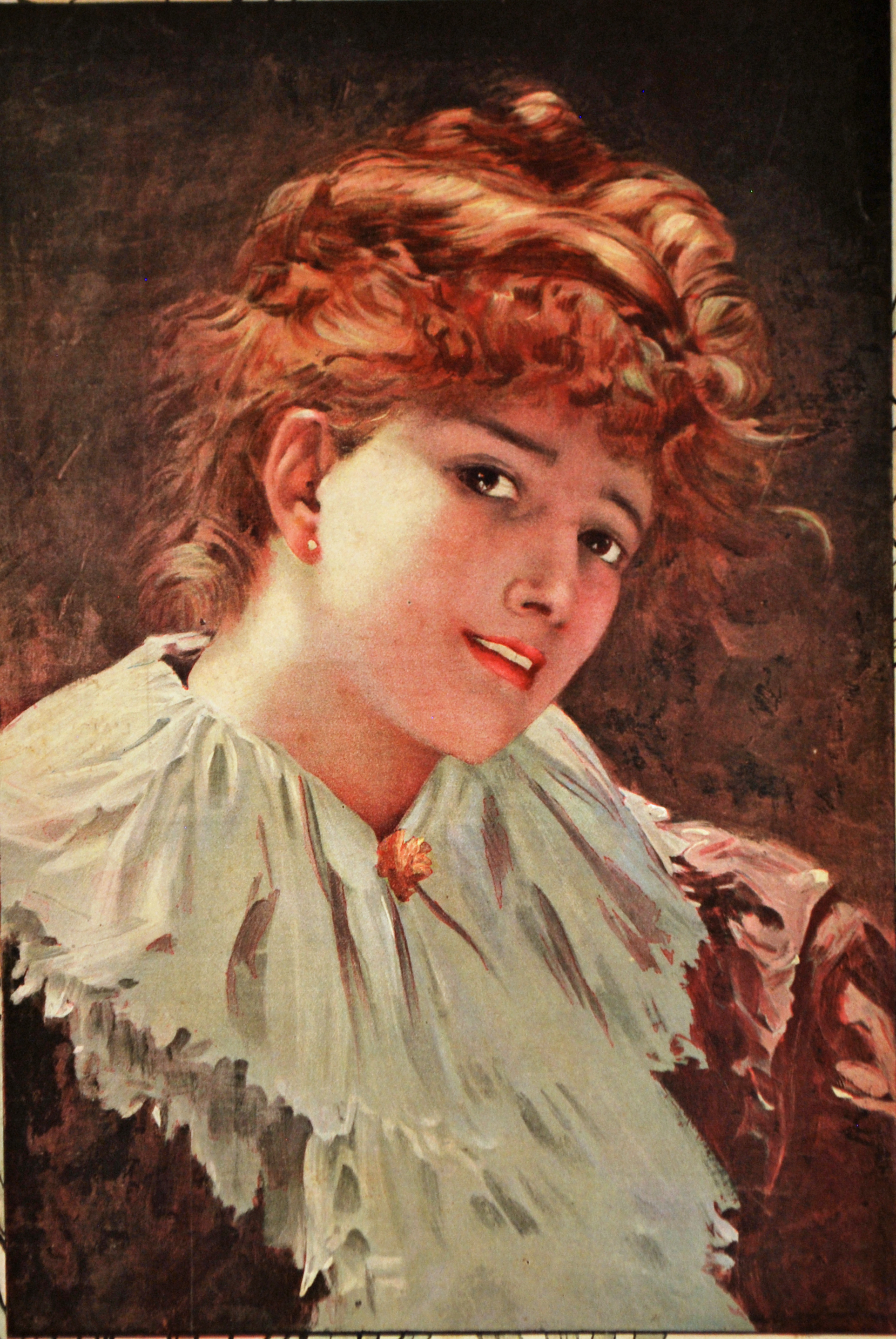
Giovanella (1893).
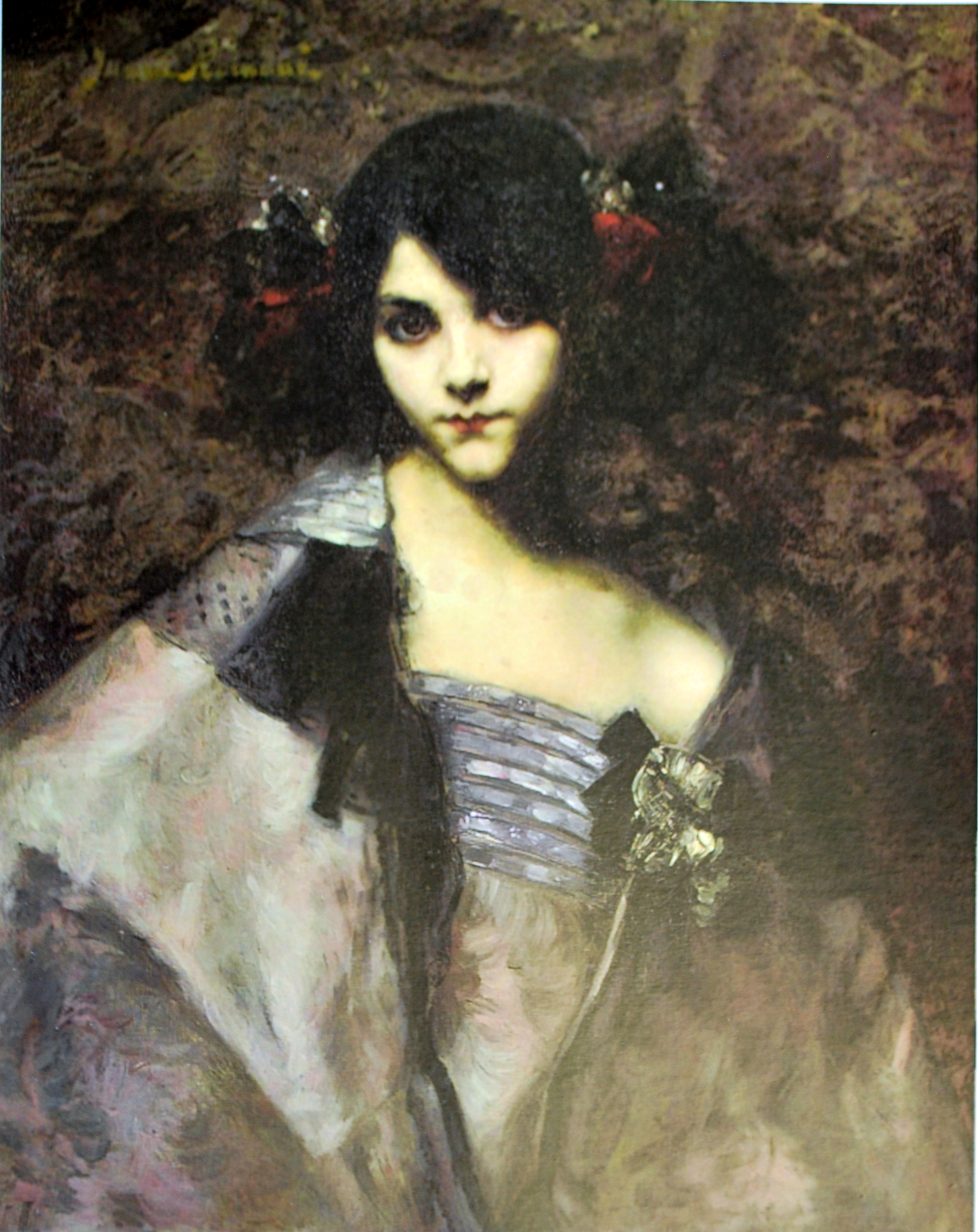
Bella Donna (c. 1893).
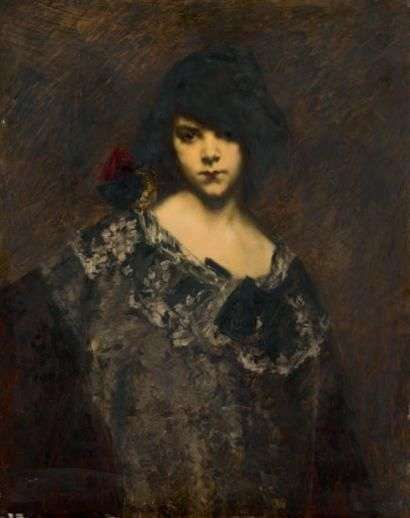
Portrait de jeune fille (c. 1893).
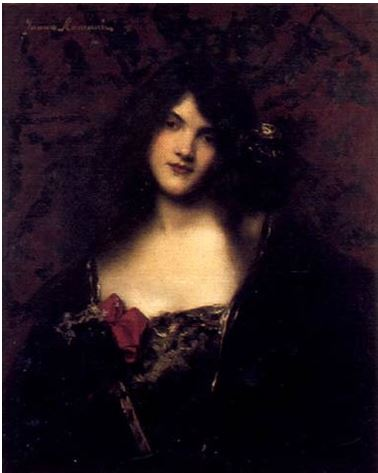
Portrait de jeune fille (c. 1893).
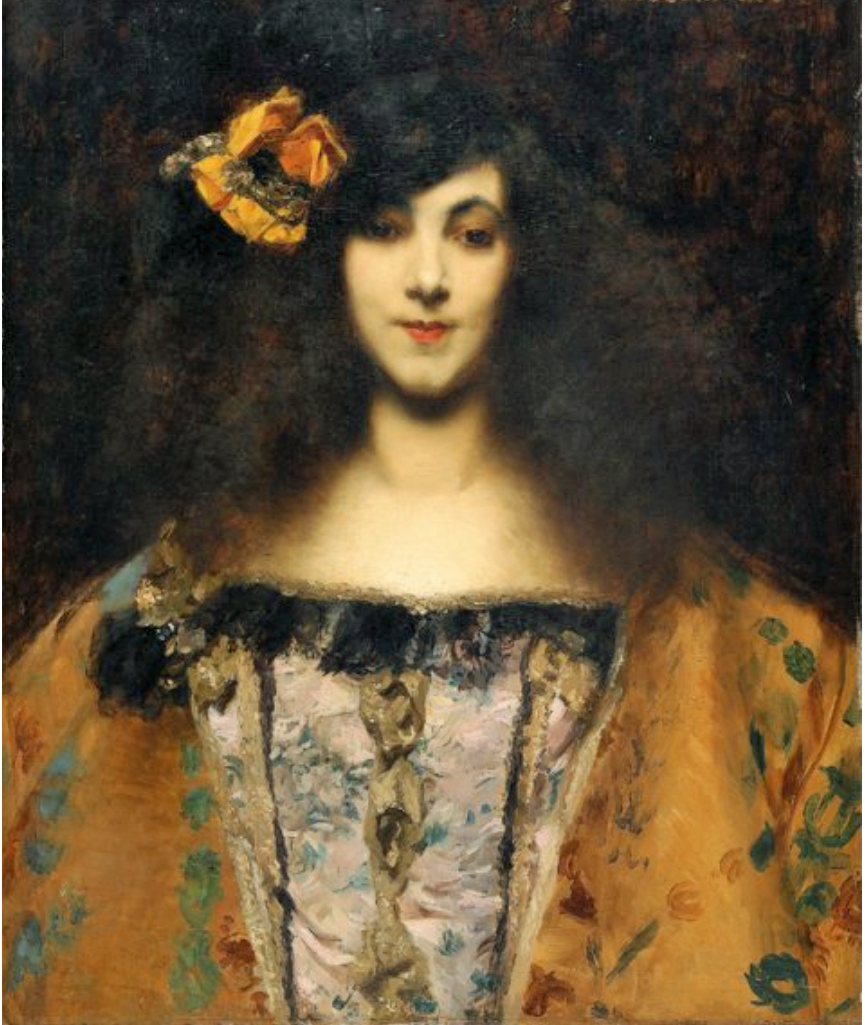
Portrait de jeune fille (1893).

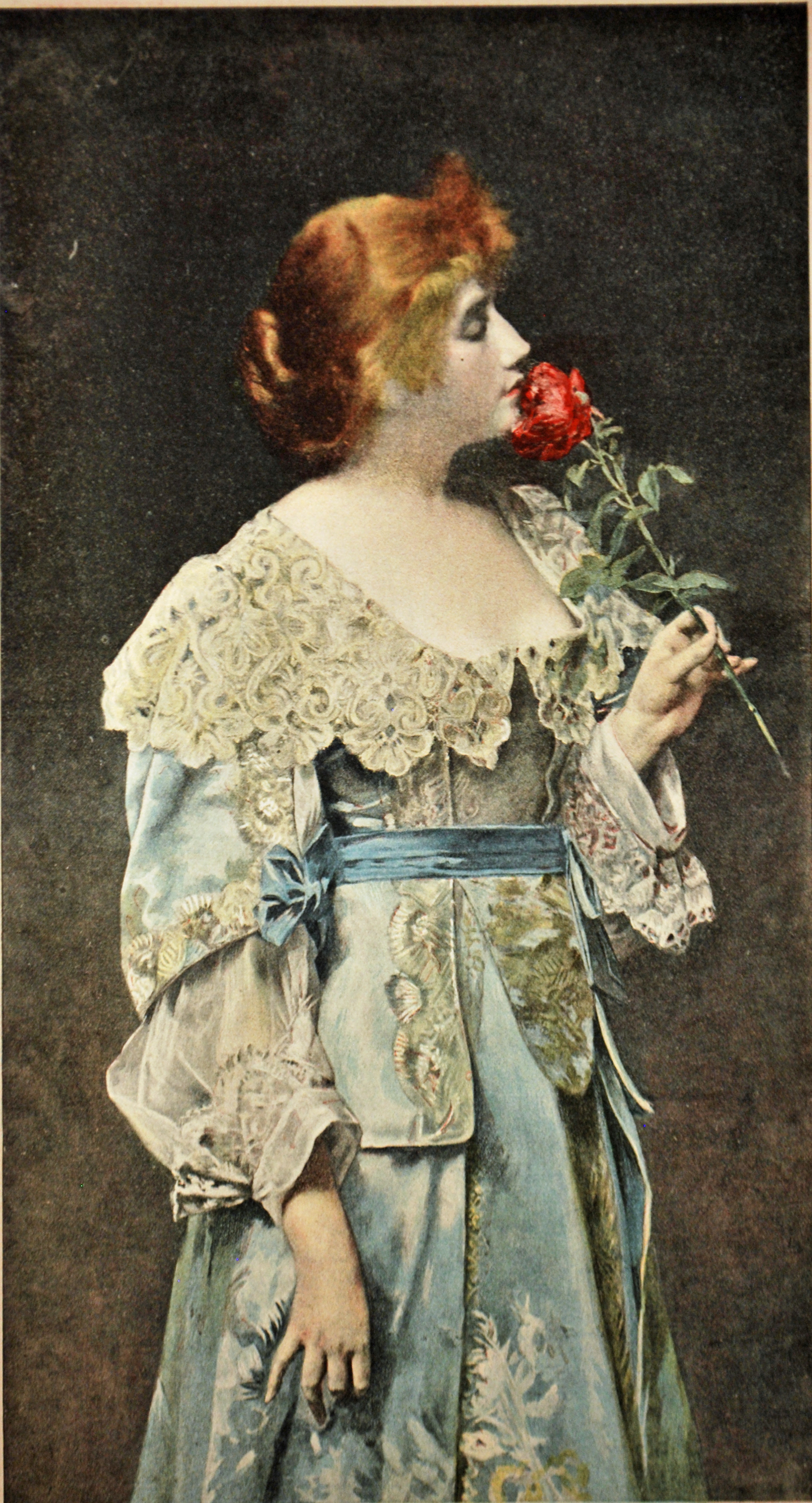
Femme à la rose (c. 1893).
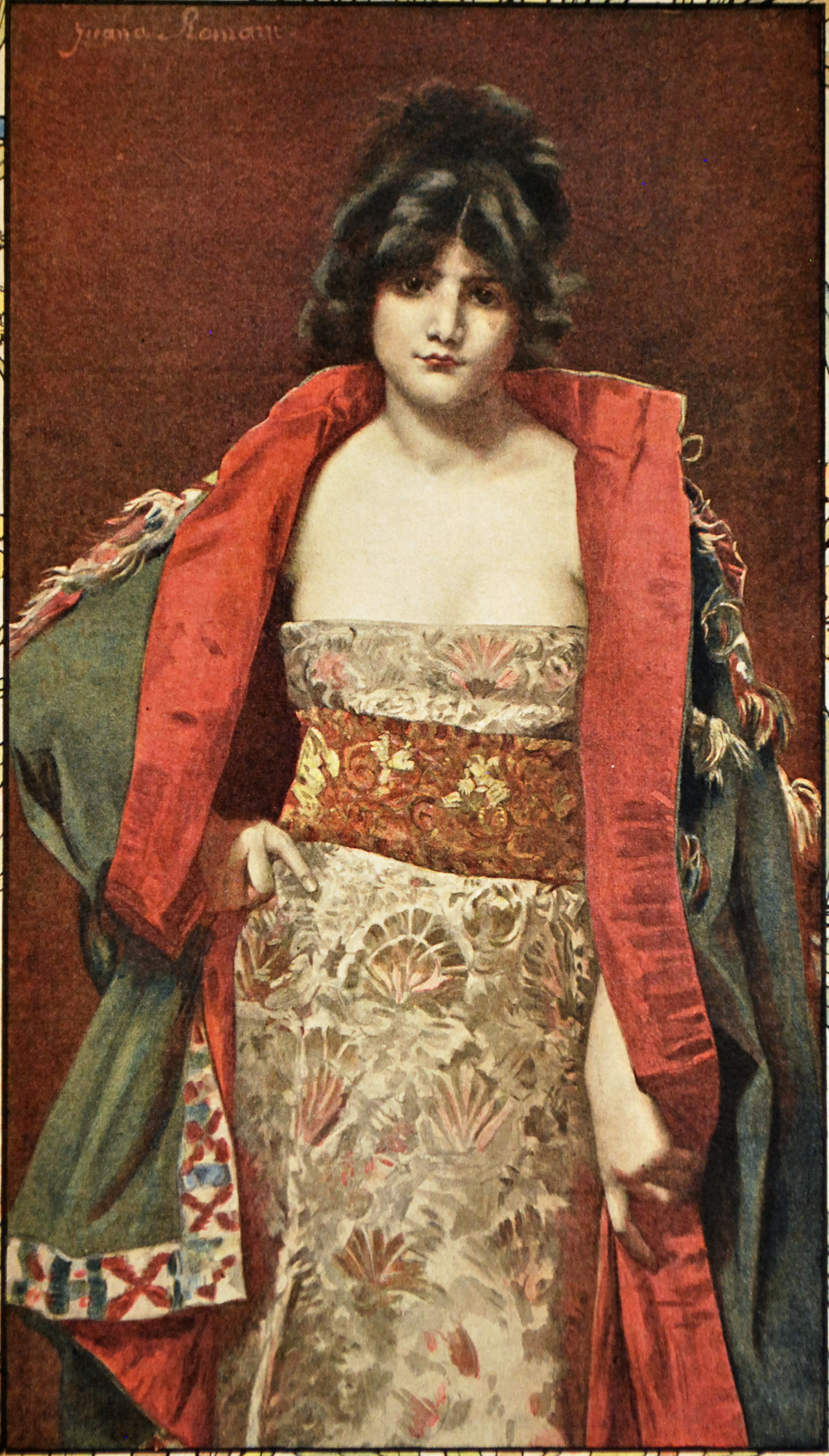
Pensierosa (1894).
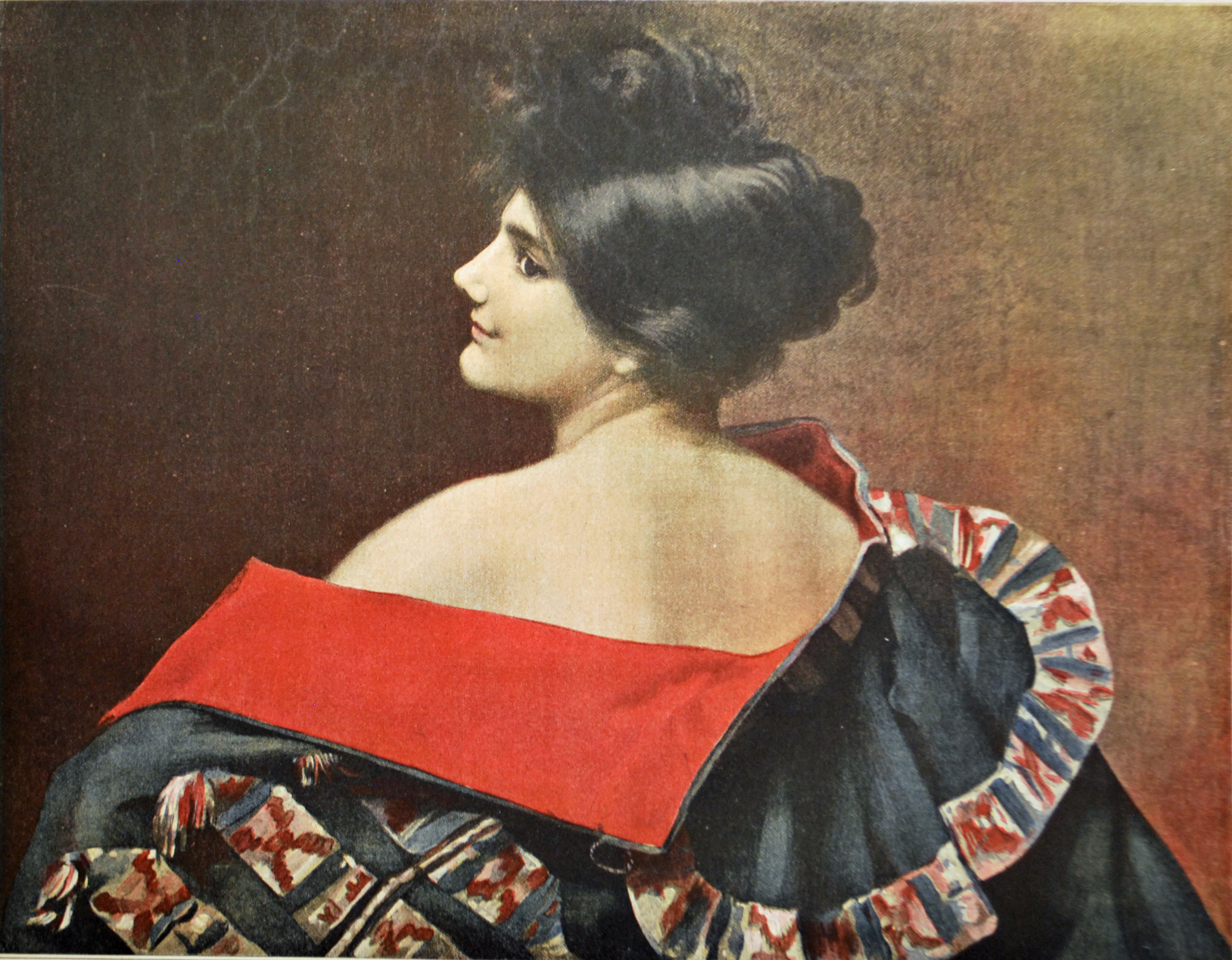
Coquetterie (1894).
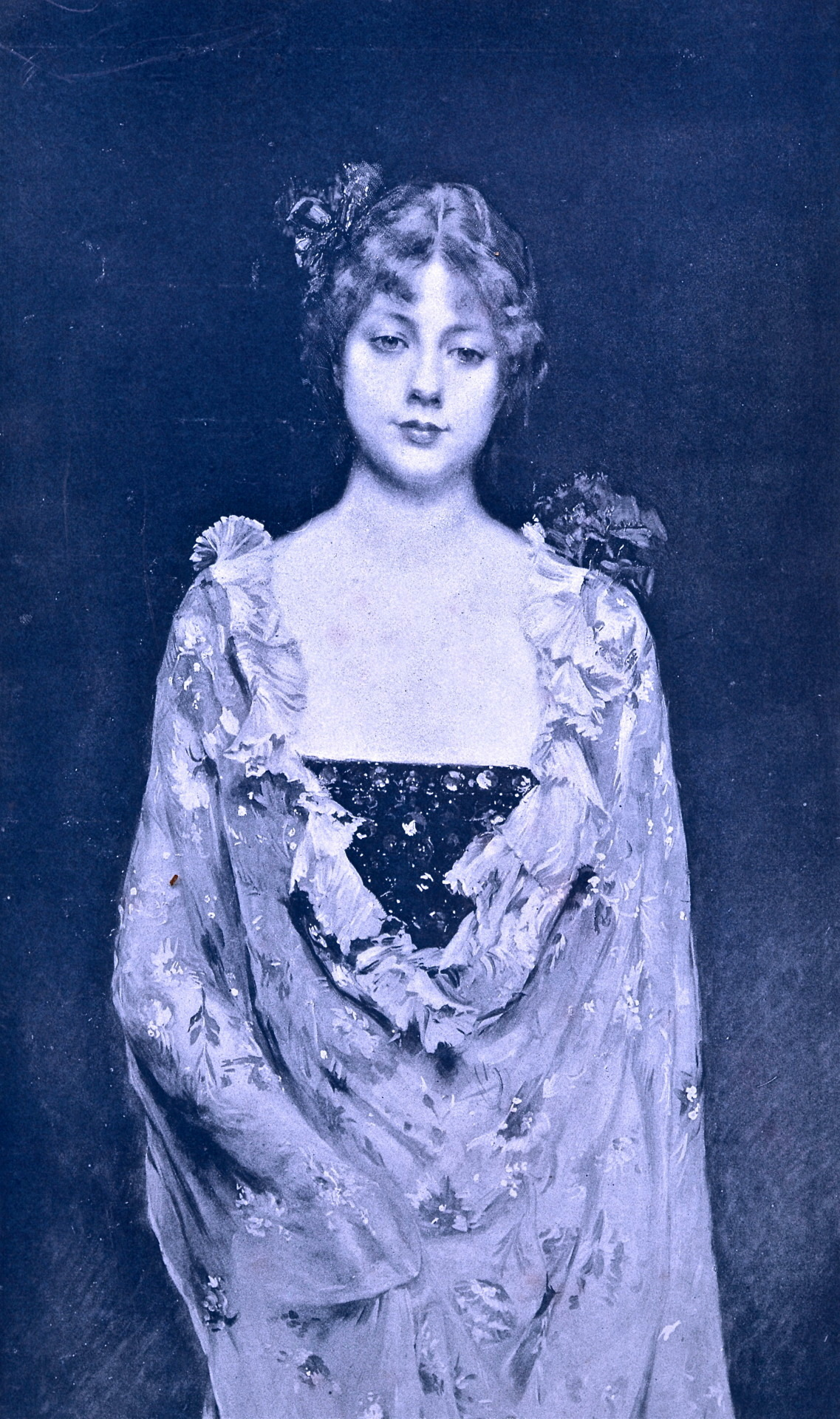
Mlle May Gibson.
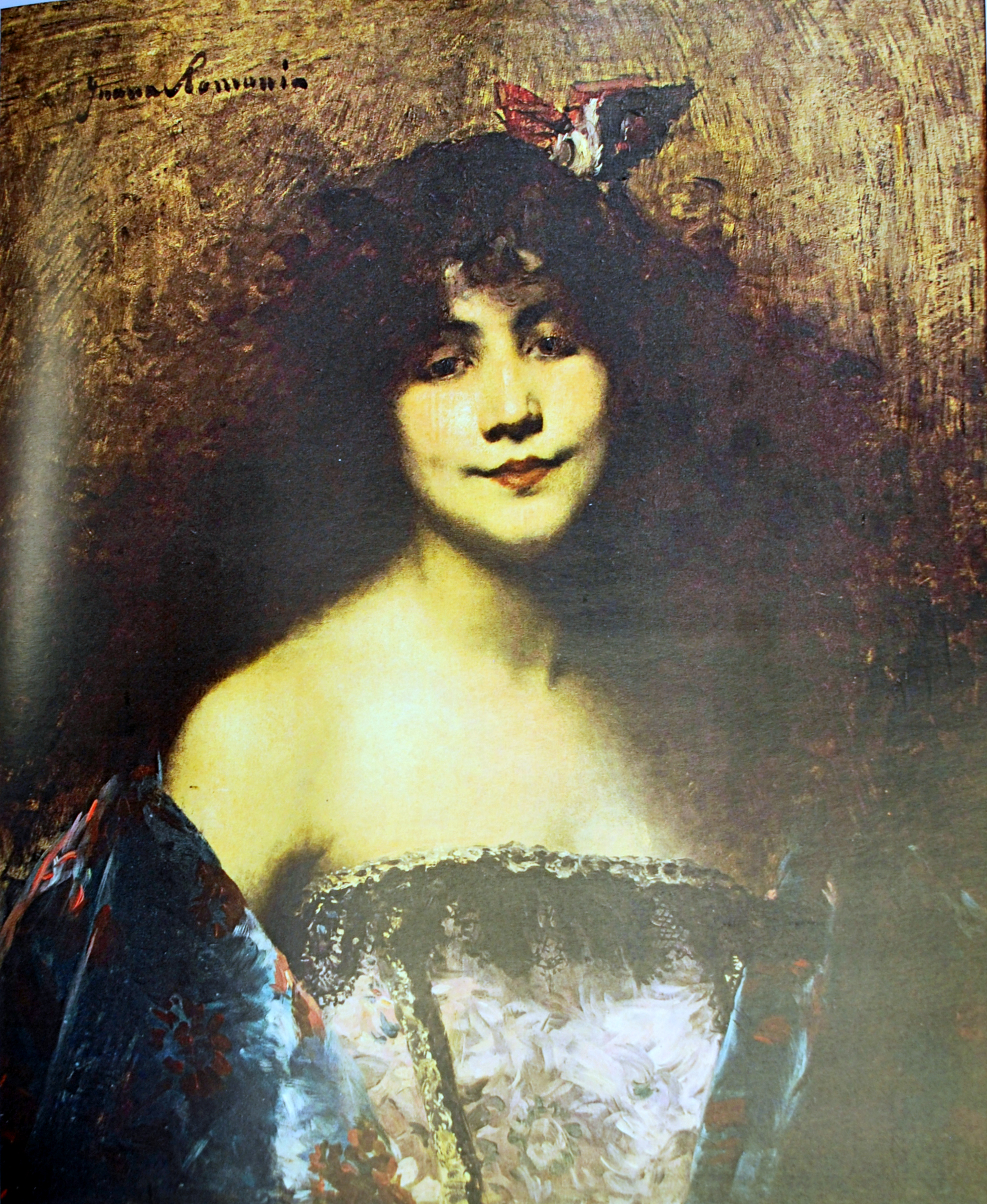
Infante (1894) ?

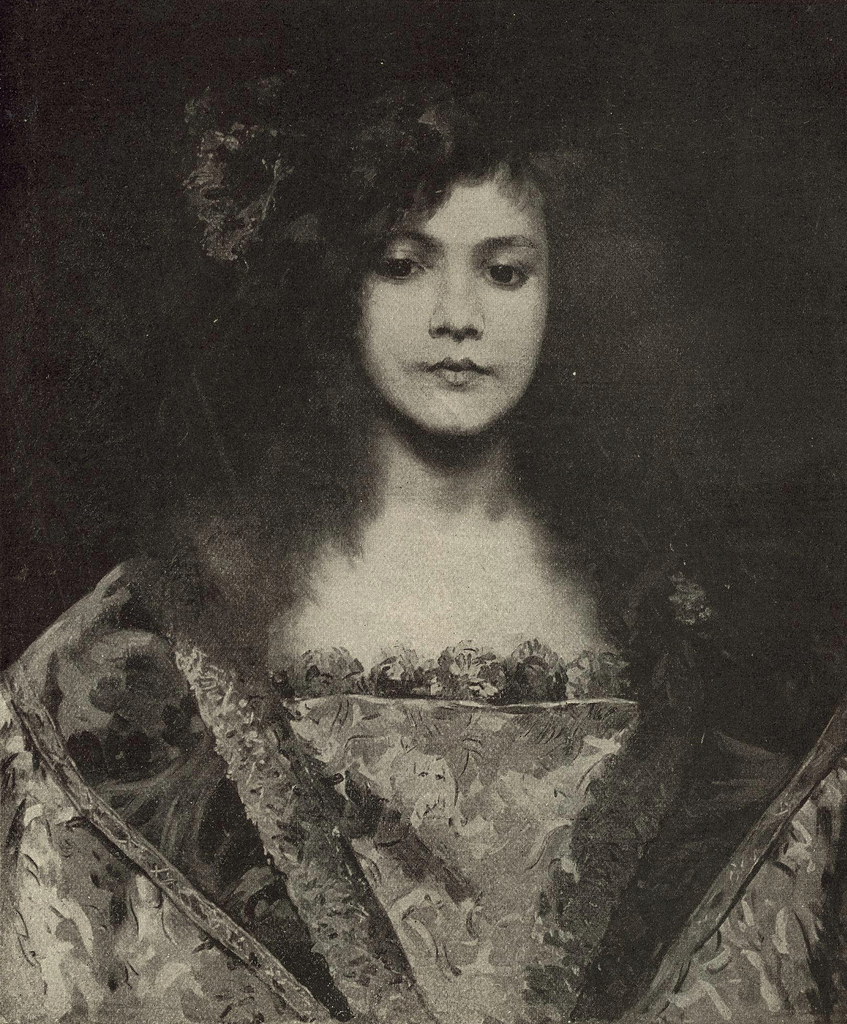
Infante (1894) ?
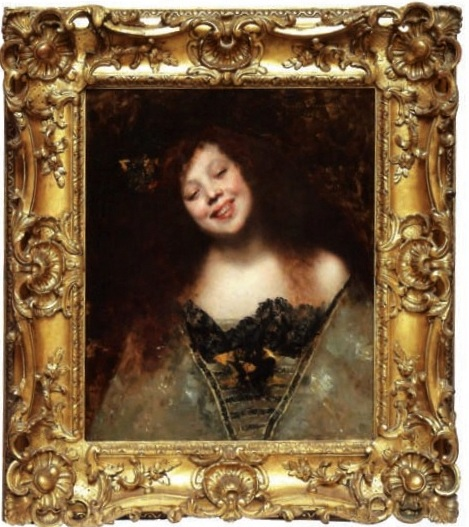
Primavera (1895).
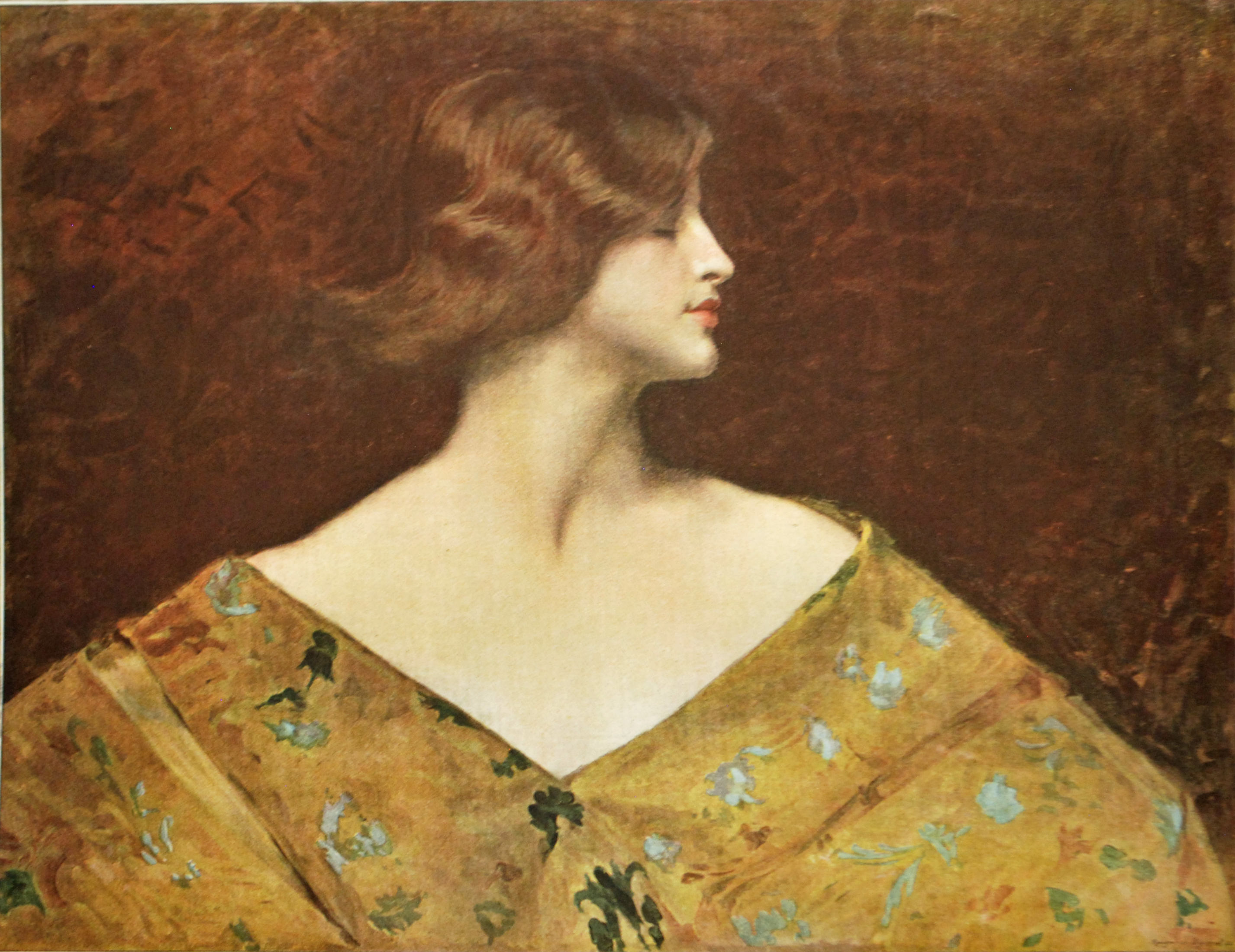
Bianca Capello (c. 1895).
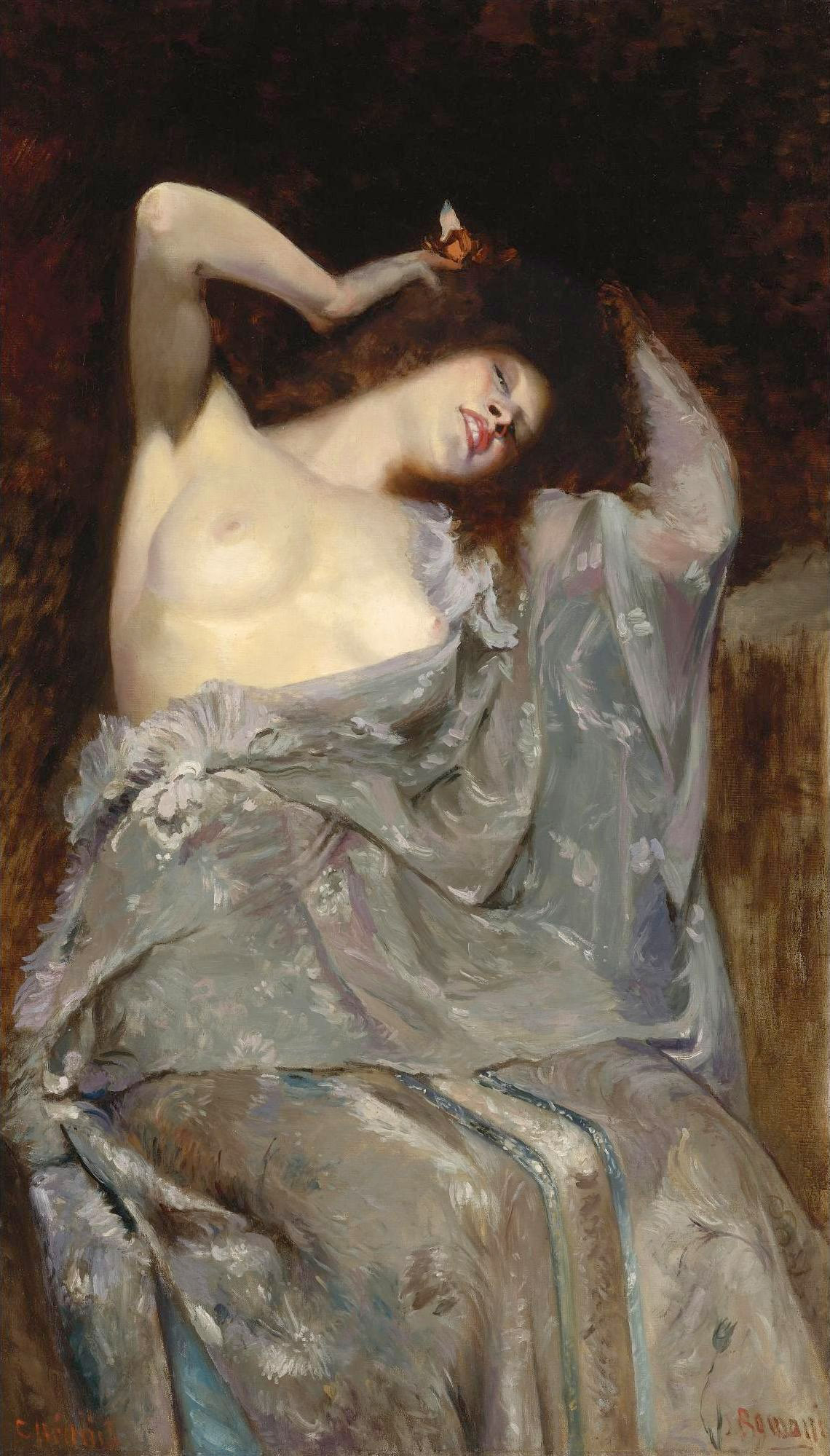
Fior d'Alpe (1896).
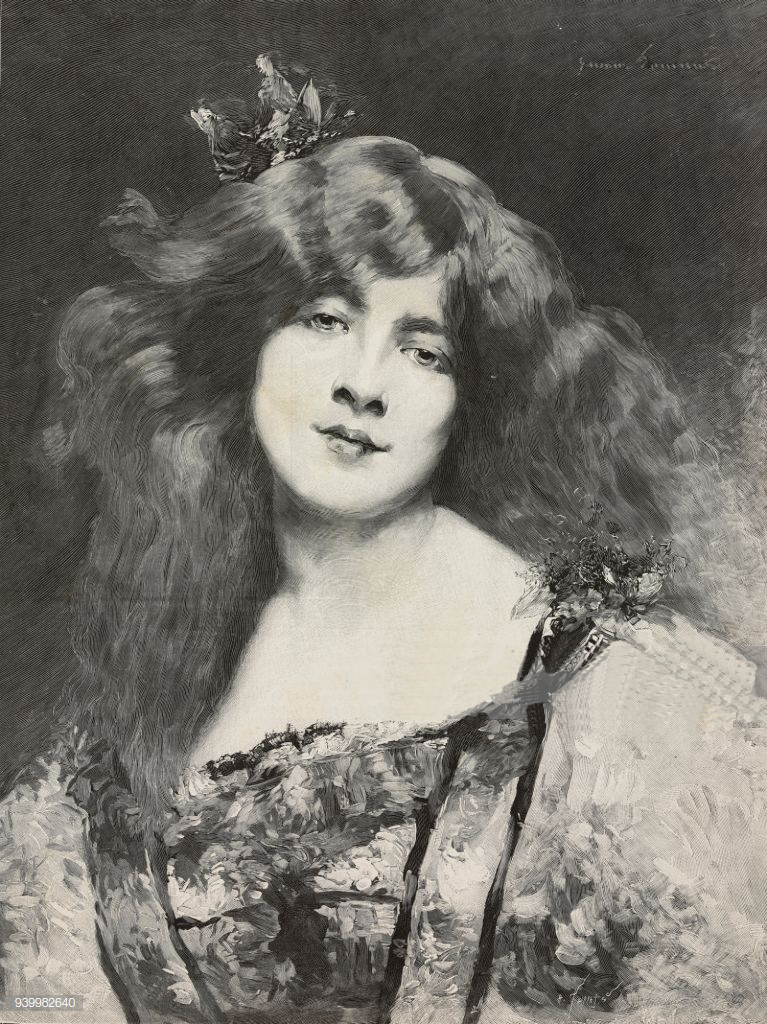
Desdemona (1896).

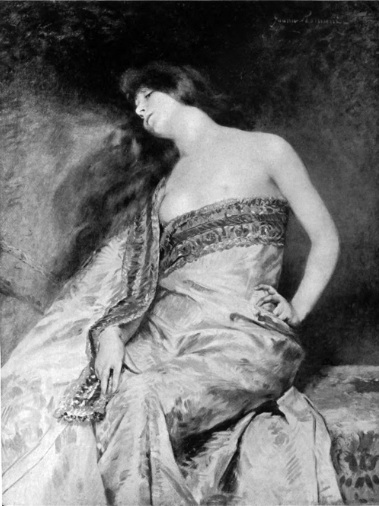
Donna Mouna (1897).
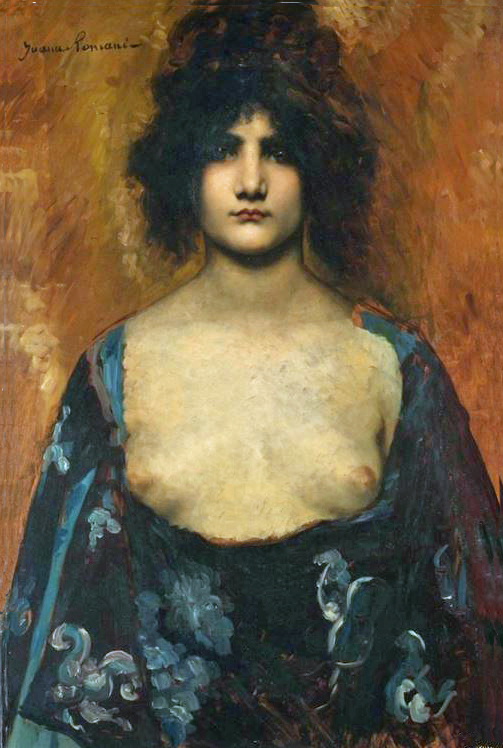
Beauté orientale c. 1897.
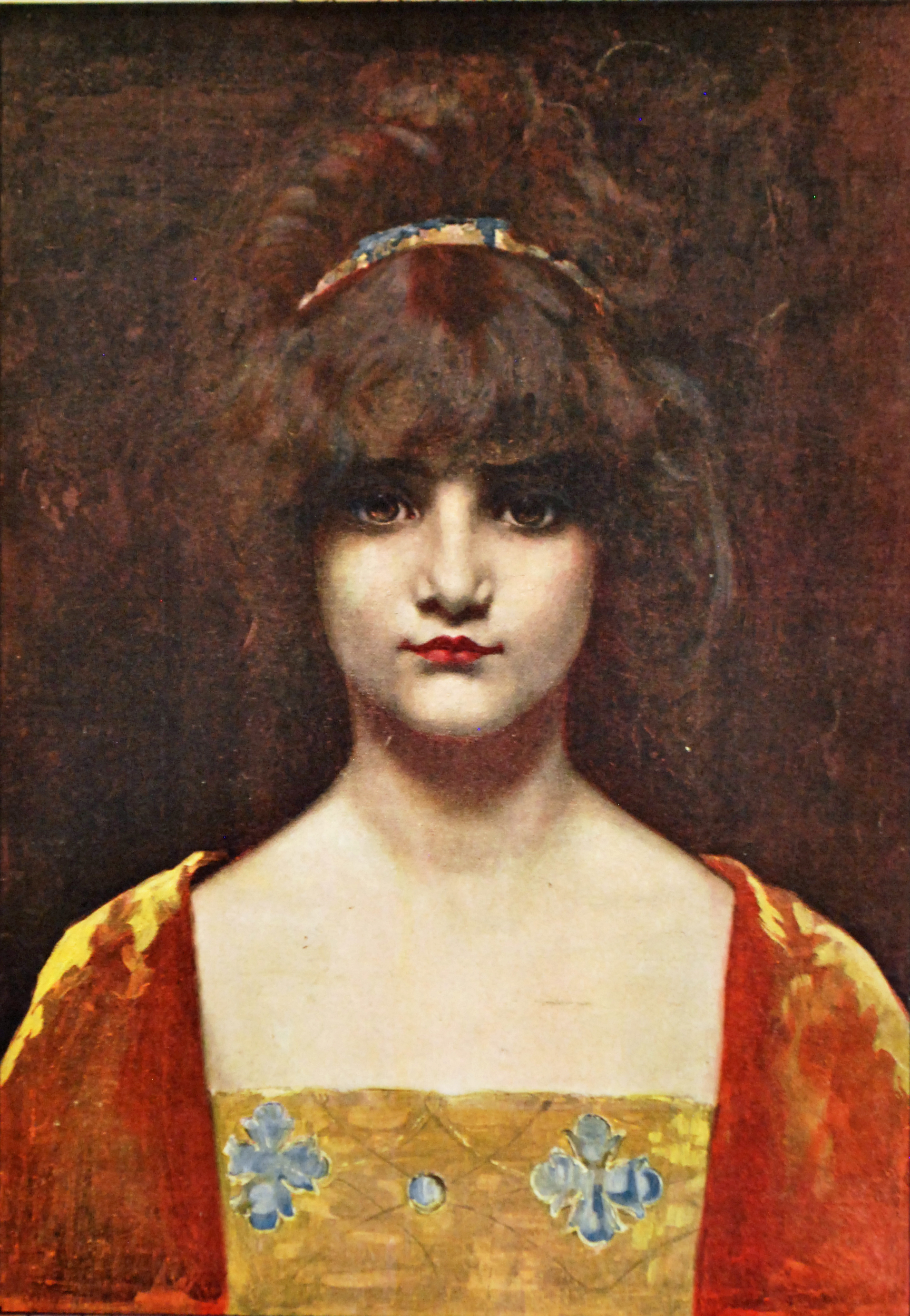
Femme (1897).
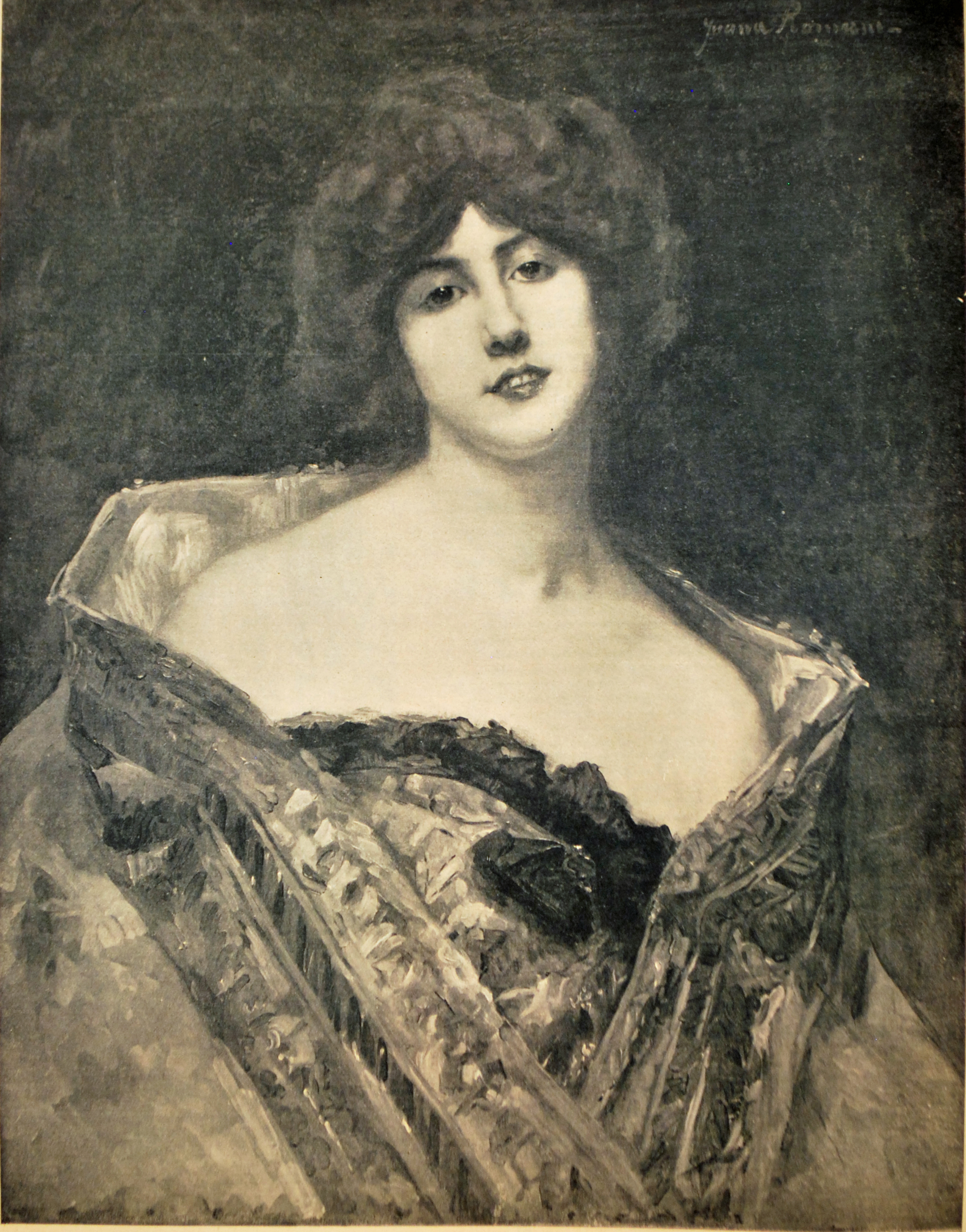
Fleur de Noël (1897).
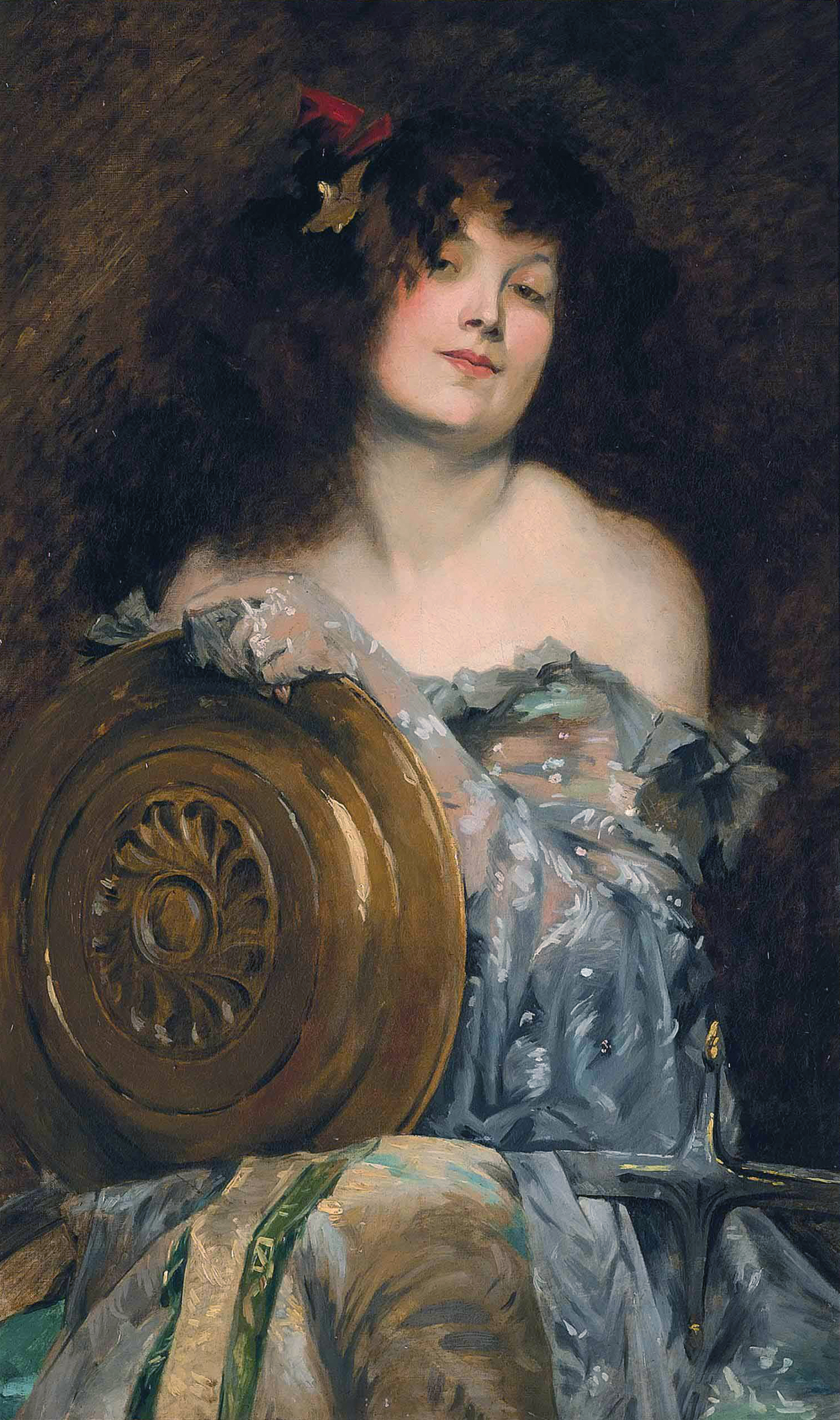
Salomè (1898)..

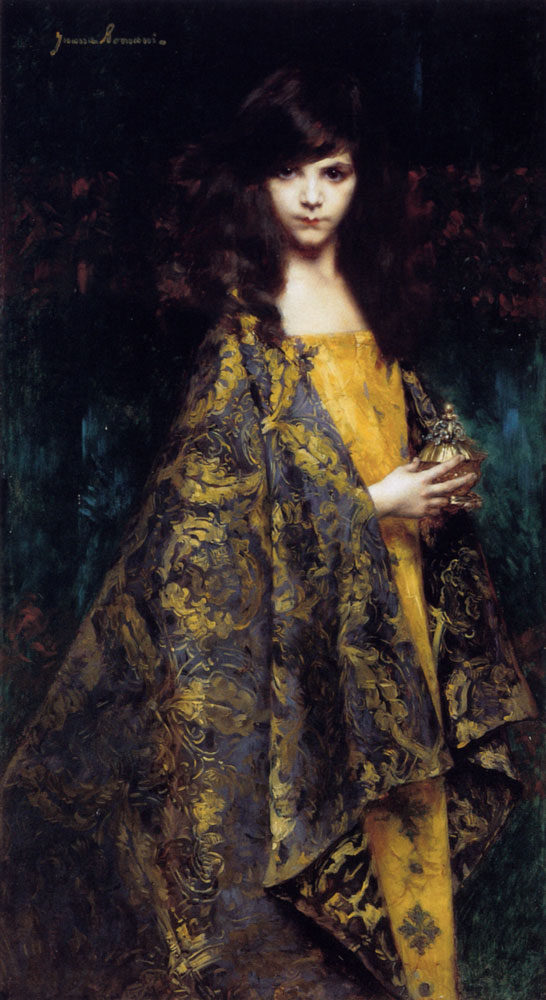
Angelica (1898).
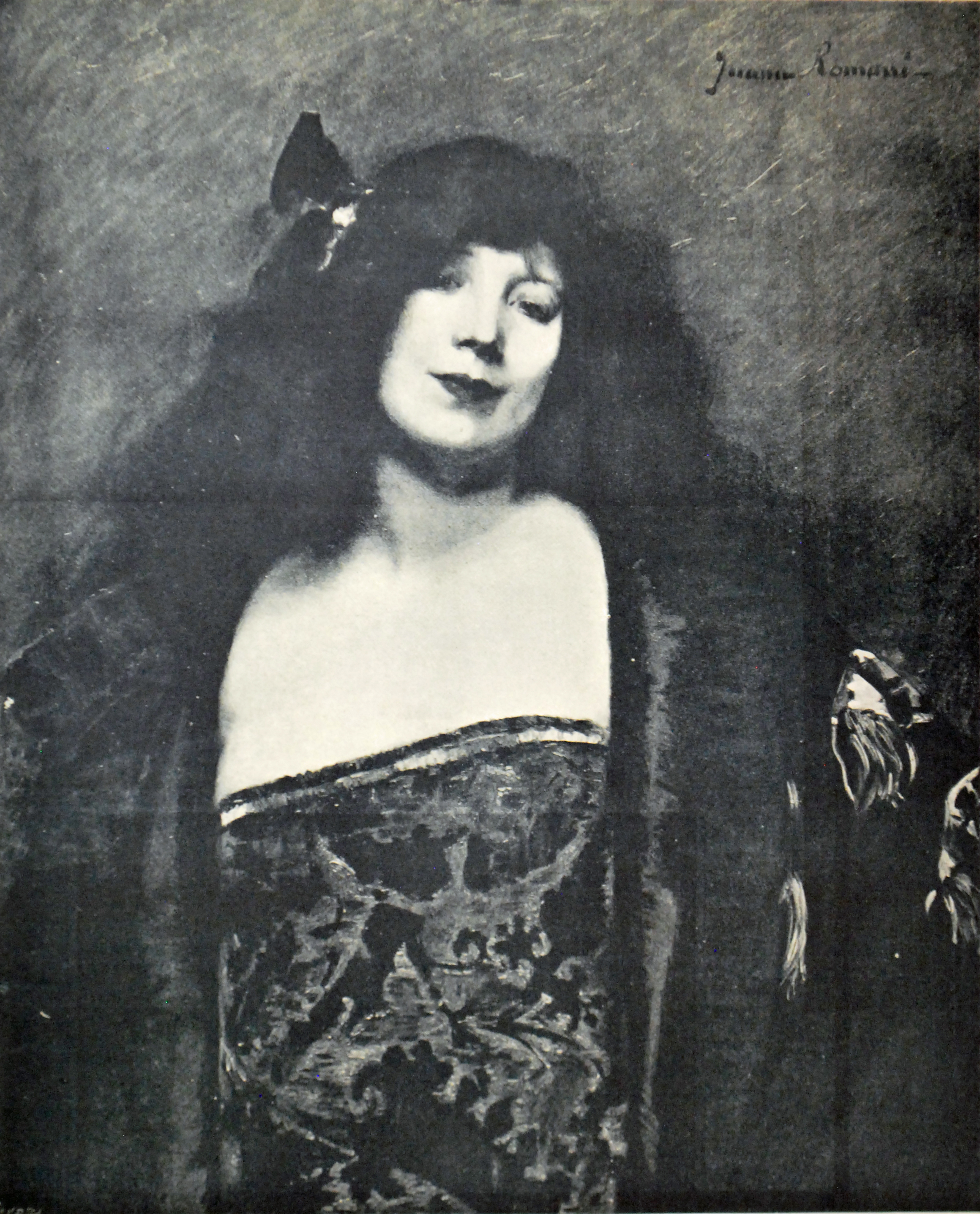
Sourire (1898).
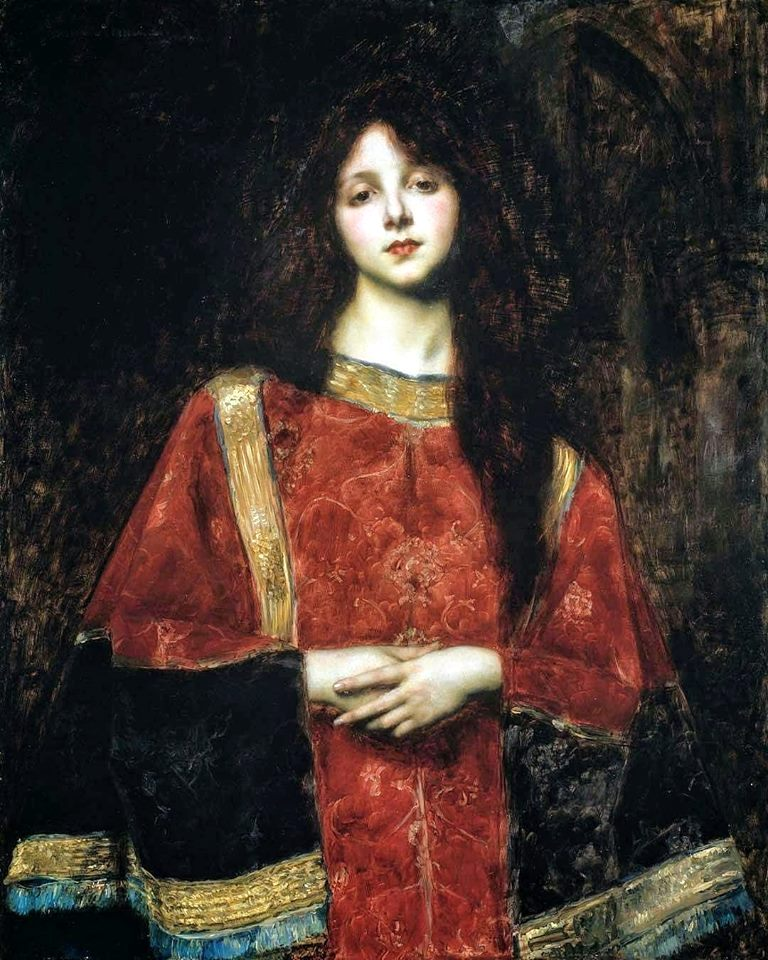
Jeanne d'Arc (1900).
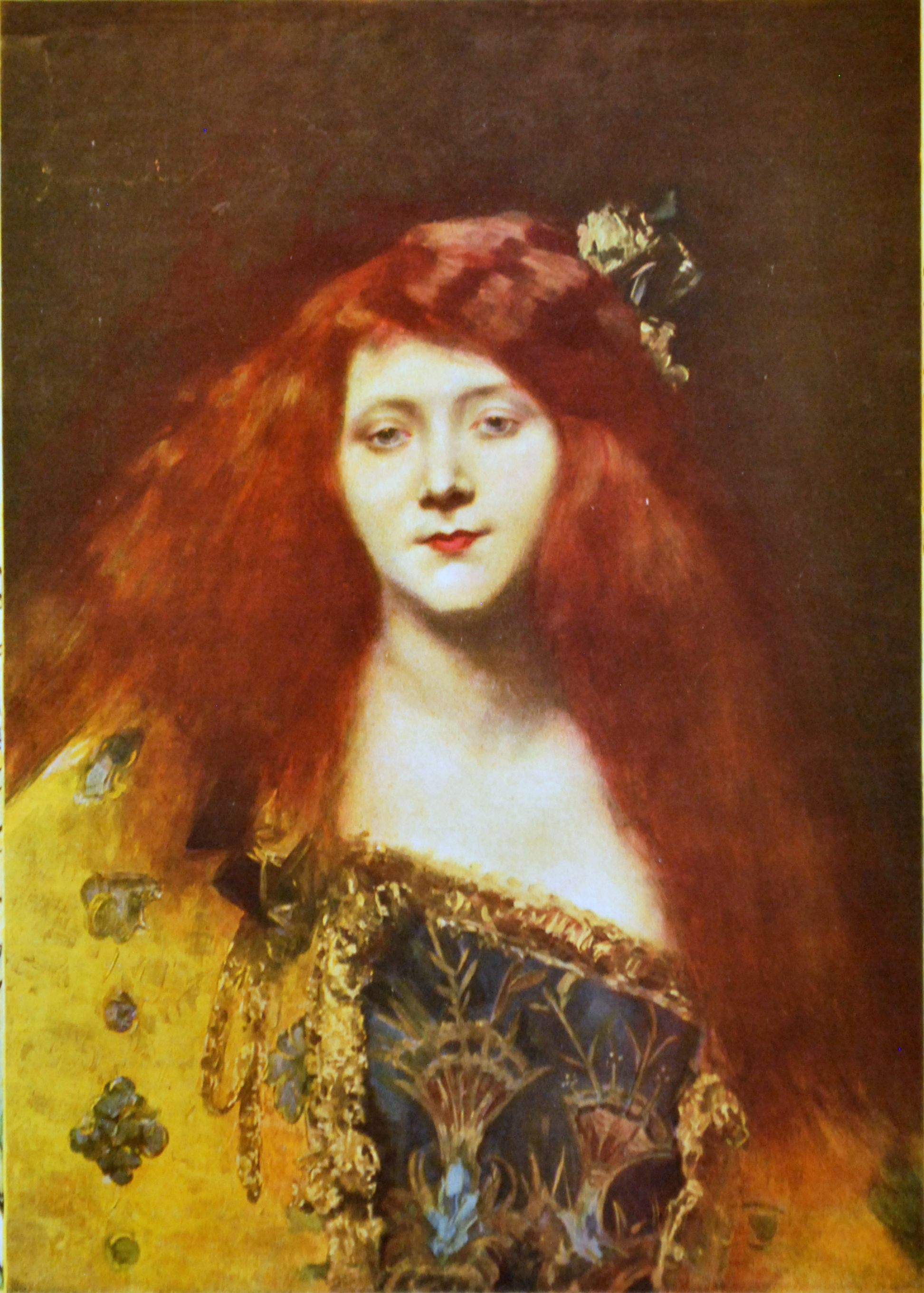
Leonora d'Este (c. 1900).
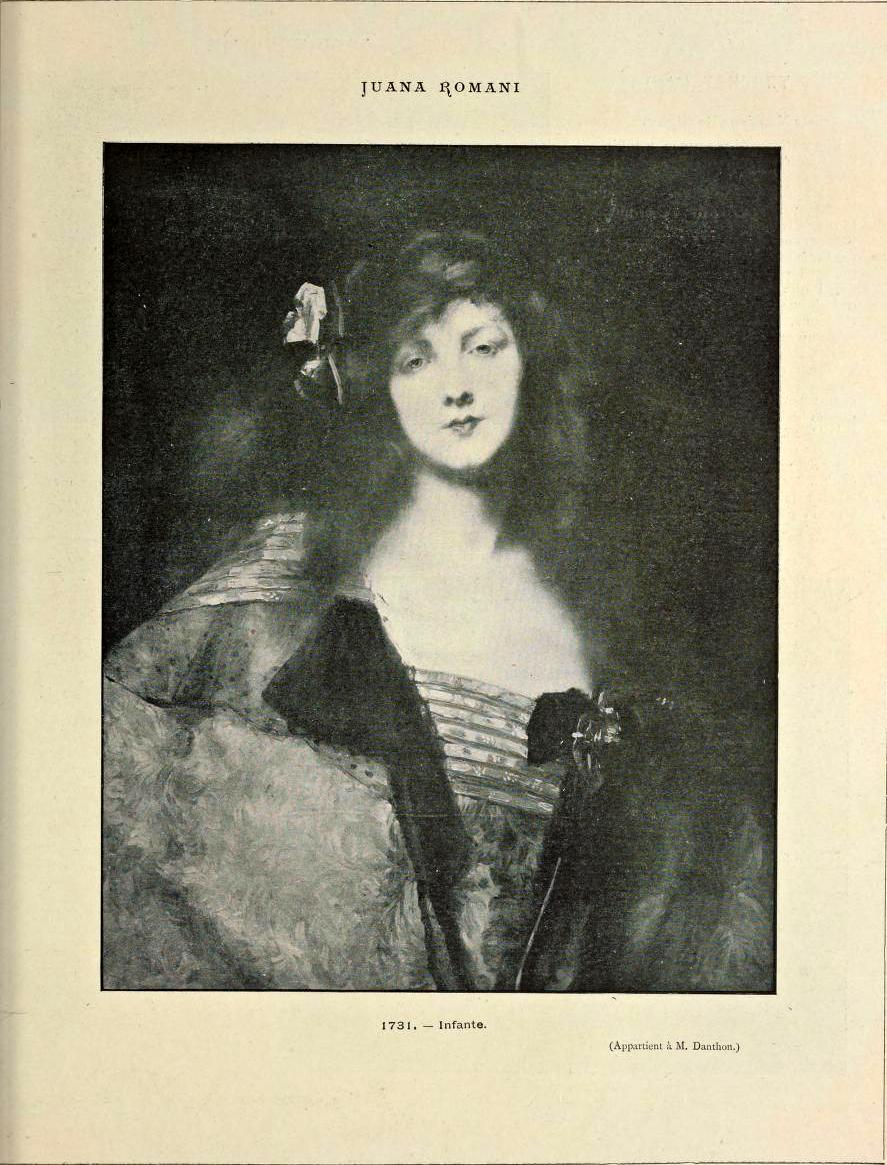
Infante - Cocorico, 1901.

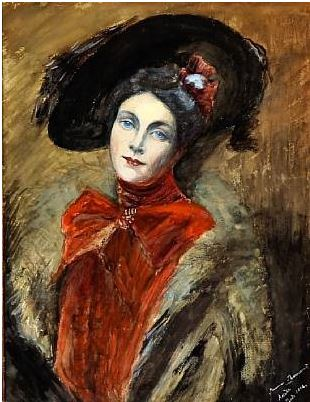
Adèle (1902).
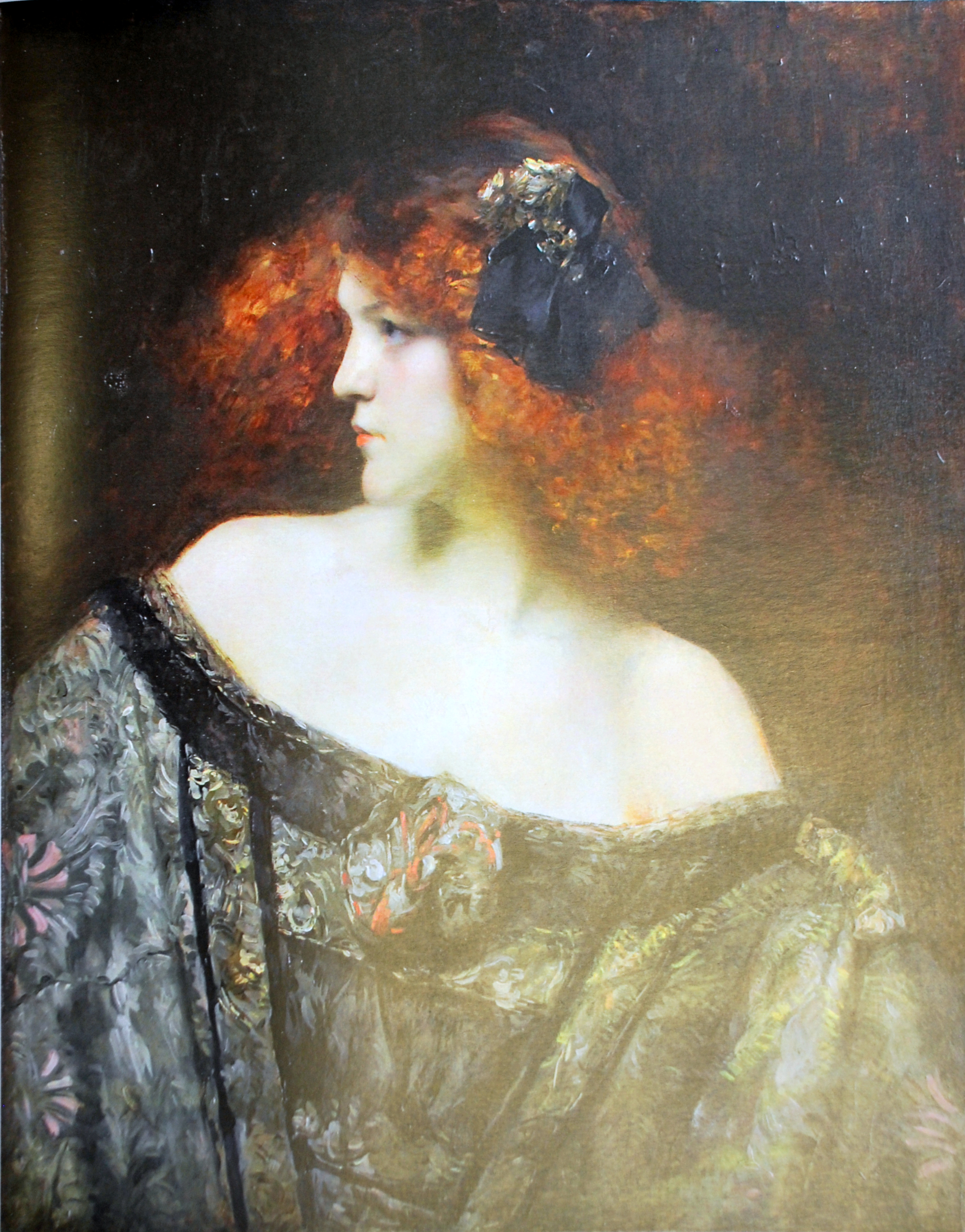
Portrait de femme en costume vénitienne (c. 1902).
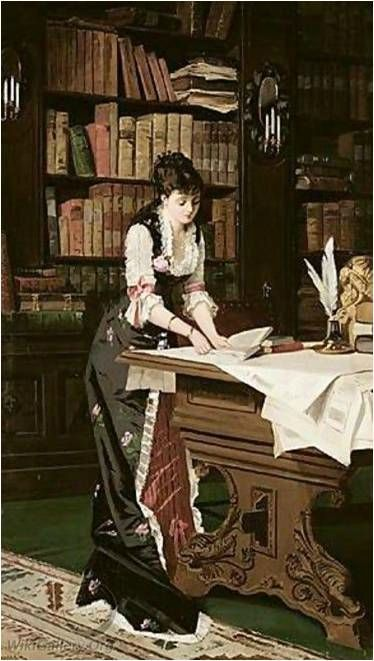
Jeanne Guillemet.
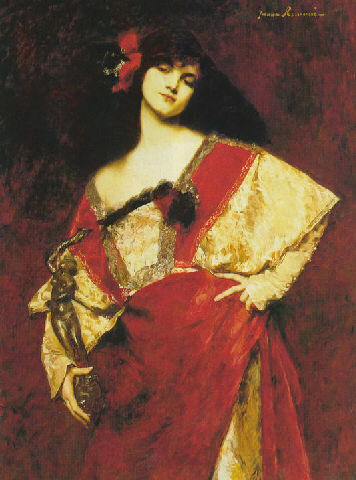
Desdemone (1904).

## Expositions consacrées à Juana Romani
- 2014 : Musée Roybet Fould à Courbevoie (17 mai - 18 août 2014) : Femmes et artistes du XIXe siècle
- 2015 : Musée national des Beaux-Arts de Buenos Aires (11 novembre 2014 - 15 mars 2015) : The fatal seduction : Erotic images of the 19th century.
- 2017 : Couvent du Carmel, à Velletri, Italie (22 décembre 2017 - 28 janvier 2018) : Juana Romani. La petite Italienne. Du modèle au peintre à Paris, fin de siècle.
- 2021 : Musée Roybet Fould à Courbevoie (jusqu'au 19 septembre 2021) : Juana Romani. Modèle et peintre. Dans le cadre de cette manifestation, une exposition virtuelle a été mise en ligne : https://www.juana-romani.com

## Critiques du Salon des artistes français
1. ↑  Lettre de Carolus-Duran à Henner, Paris, 25 mars 1888, archives musée Henner : 
« Mon cher ami, Je te remercie de ce que tu veux bien faire pour mes recommandés et puisque tu as la gentillesse de te charger d’appuyer nos amies, voici encore le nom que je te recommande chaudement et spécialement : Juana Carlesimo (notre Juana Romani). Je te serais reconnaissant de faire tout ton possible pour la faire accepter et avec un bon numéro si c’est possible. Recommande-la à Lefebvre et tous les membres que tu pourras car je ne peux assister aux premières séances de sélection. En cas d’échec, Tâche, je te prie, à la révision de faire reprendre son portrait Gitane – nº 2177 – Je compte sur toi et te serre affectueusement la main. Carolus-Duran »
2. ↑  Édouard Trogan, « Au Salon », La Semaine des familles : revue universelle illustré,‎ 16 mai 1891, p. 105 (lire en ligne sur Gallica, consulté le 6 octobre 2018).
Il n'y a pas beaucoup de Madeleines cette année : mais deux du moins sont traitées magistralement : celle de Mlle Juana Romani et celle de son maître Henner, qu'il a baptisée Pleureuse, ce qui d'ailleurs est bien plus simple. Chez le maître et chez l'élève, c'est le même procédé ; des chairs blanches, avec aux ombres, des tons de bronze florentin, des draperies sombres et vagues et des cheveux rouges. Ce sont de beaux morceaux de virtuosité, et c'est tout.
3. ↑  Édouard Trogan, « Les Salons ds Champs d’Élysées », La Semaine des familles : revue universelle illustré,‎ 21 mai 1892, p. 119 (lire en ligne sur Gallica, consulté le 6 octobre 2018). -
Tout près, nous trouvons, de lui (Roybet) le portrait de Mlle. Juana Romani. Grands yeux, grande cape, grand chapeau, grande artiste : elle est devant nous, avec l'énigmatique sourire de son regard et de ses lèvres, sans « accessoires » et attirant seulement par l'inexprimable pensée qui se cache en elle.
C'est une heureuse chance pour un artiste d'être compris par un artiste, et M. Roybet a bien vu que le talent de Mlle. Romani interdisait de faire d'elle un portrait tapageur et prétentieux. Elle expose, cette année, deux tableaux de femmes en dalmatiques très échancrées : Manuela et Bianca Capello, que je préfère.
4. ↑  George Lafenestre, « Les Salons de 1892 », Revue des Deux Mondes,‎ mai 1892, p. 633 (lire en ligne sur Gallica, consulté le 6 octobre 2018). -
Il y a là, en somme, beaucoup d’efforts, beaucoup de recherches, beaucoup de réussites, et nous ne saurions signaler tous les portraits dignes d’attention. Comme morceaux de virtuosité, pour la belle manœuvre de brosse, dans le goût des vieux maîtres des Pays-Bas, le Portrait de M. Louis Préfet et celui de Mlle Juana Romani signalent avec éclat la rentrée au Salon de M. Roybet, et la Bianca Capello et la Manuela de Mlle Juana Romani, deux études très savoureuses, montrent à leur tour l’élève rivale de son maître.
5. ↑  Édouard Trogan, « Les Salons de 1893 », La Semaine des familles : revue universelle illustré,‎ 27 mai 1893, p. 130 (lire en ligne sur Gallica, consulté le 6 octobre 2018) -
Mlle. Juana Romani expose cette fois La fille de Théodora, une jeune fille aux yeux durs, à la bouche pincée, farouche, pleine de désirs et de fantaisies et dans une tout autre gamme, Giovanelle, une tête rieuse avec une très légère teinte de mélancolie, plus enlevée de touche que ses œuvres ordinaires, mais non pas moins aimable.
6. ↑  Édouard Trogan, « Les Salons de 1894 », La Semaine des familles : revue universelle illustré,‎ 9 juin 1894, p. 154 (lire en ligne sur Gallica, consulté le 6 octobre 2018). -
Hâtons-nous maintenant vers les envois de Mlle. Juana Romani, dont nous suivons avec le plus grand intérêt les progrès annuels. Elle s'est aujourd'hui surpassée. Elle n'a jamais rien fait de mieux que sa Pensierosa, qui est tout simplement exquise, drapée dans son grand manteau à revers rouges, les yeux braisillants comme des escarboucles sous le casque de cheveux noirs. Supposez la franche allure et la rondeur de dessin de M. Roybet, assouplies par la morbidesse habituelle de M. Henner et vous avez la formule primordiale du talent de Mlle Romani. Il n'y a rien d'étonnant, du reste, puisqu'elle est élève de l'un et de l'autre. mais ce que lui appartient en propre, c'est l'art de réunir des qualités si disparates. Elle a sa marque au Salon et n'est-ce rien que de faire dire au public devant une bonne toile :: « C'est un Romani ? ». On le dit, et en applaudissant, devant sa Pensierosa et devant son Infante, où, comme titre et même comme dispositions d'ensemble, elle n'a pas craint de se mesurer avec Vélasquez.
7. ↑  Édouard Trogan, « Les Salons de 1895 », La Semaine des familles : revue universelle illustré,‎ 8 juin 1895, p. 154 (lire en ligne sur Gallica, consulté le 6 octobre 2018) -
Mlle. Juana Romani nous offre un Primavera toute exhilarante dans les vagues de ses cheveux fauves, et surtout un portrait de Mlle M.G., qui est une perle. Sous la gaze légèrement teintée de vert transparaît la carnation des bras et de la gorge. Les yeux, le sourire, les cheveux, tout est d'un admirable rendu. J'entends dire : c'est du truc ! Eh ! mes bons messieurs, truquez donc, je n'y vois pas d’inconvénient, pourvu que vos toiles soient aussi séduisantes. Le public ne peut juger que sur le résultat définitif. La préparation du chef-d’œuvre lui importe peu. L'essentiel, c'est d'avoir le chef-d’œuvre !
8. ↑  « Le Salon des Amis des Arts », Revue Philomathiue de Bordeaux et du Sud-ouest,‎ 1899, p. 108 (lire en ligne sur Gallica, consulté le 3 octobre 2018). - 
En 1899, Juana expose son Salomé au Salon des Amis des Arts de Bordeaux. La commentaire :
« Mlle Juana Romani, élève de Henner et de Roybet, a pris à l'un son divin coloris, à l'autre sa verve et son large dessin. Salomé est une des œuvres les plus vibrantes de l'exposition »
9. ↑  Papillon, « Salons parisiens », Le Feu follet, no 1,‎ janvier 1901, p. 348-362 (lire en ligne sur Gallica, consulté le 6 octobre 2018). -
Juana Romani nous change ! C’est le triomphe de la couleur dans les chairs et les étoffes, débauche admirable de tons miroitants et nacrés. Belle à rendre fou, sa Mina da Fiesole.
10. ↑  F. George-Morot, « Tableaux de femmes-peintres », La Presse,‎ 30 avril 1902 (Romani Juana Juana Romani.zoom lire en ligne sur Gallica, consulté le 6 octobre 2018). -
Mlle Romani est plus connue que Mlle Dufau et que Mlle Delasalle. Elle est beaucoup moins personnelle ; l'influence de ses maîtres Roybet et Henner est très visible, trop visible, dans tout ce qu'elle peint. Cependant son Portrait de la princesse Joachim Murat nous repose un peu des infantes aux chevelures éparses.
11. ↑  F. George-Morot, « Le Salon des artistes français », La Presse,‎ 30 avril 1903 (Romani Juana Juana Romani.zoom lire en ligne sur Gallica, consulté le 6 octobre 2018). -
Mlle Romani abandonne ses infantes séduisantes pour se consacrer aux portraits, elle y réussit admirablement ; ceux de la Duchesse de Palmella et de Mlle Emmanuelle de Luynes plairont beaucoup.
12. ↑  F. George-Morot, « Au pays des cimaises. Virtuoses », La Presse, n°2597, 8 juillet 1899, p. 3
13. ↑  « A travers les salles des artistes français », Le Figaro,‎ 30 avril 1898 (lire en ligne sur Gallica, consulté le 2 octobre 2018).
14. ↑  « Au musée du Luxembourg : Exposition dans la salle des étrangers », La Presse,‎ 10 septembre 1906 (lire en ligne sur Gallica, consulté le 6 octobre 2018) -
Une Salomé de Juana Romani est une des meilleures peintures que renferme la salle des étrangers.
15. ↑  Édouard Hubert, « Salon des Champs-Elysées », Le Journal,‎ 30 avril 1894 (Romani.zoom lire en ligne sur Gallica, consulté le 8 octobre 2018). - 
La fervente élève de M. Roybet, parfois son modèle, Mlle Juana Romani y écrase tout le reste, en effet, par son adorable tête d'infante, aux cheveux très épars, aux yeux graves, au teint mat, vêtue d'ors éteints, de verts riches et de rouges éclatants ; peut-être plus encore par la figure en pied qu'elle appelle Pensierose, jeune beauté espagnole de même éclat, drapée dans les mêmes riches étoffes ; c'est d'une maestria étonnante.
16. ↑  « Salon des Champs-Elysées », Le Journal,‎ 30 avril 1901 (Romani.zoom lire en ligne sur Gallica, consulté le 8 octobre 2018). - 
Mlle. Romani expose un portrait d'une maestria incomparable ; la facture est souple, les couleurs riches, c'est un régal des yeux
17. ↑  Jean Lorrain, « Salon des Champs-Elysées », Le Journal,‎ 30 avril 1903 (Romani.zoom lire en ligne sur Gallica, consulté le 8 octobre 2018). - 
Mlle Juana Romani : Deux portraits, celui de la duchesse de Palmella et celui de Mlle. Emmanuella de Luynes. L'éloge de la peintresse n'est plus à faire ; Mlle. Romani continue glorieusement la peinture de Roybet ; les yeux et les lèvres humides à souhait de ses portraits vivent d'une vie étrange ; mais vraiment les chairs sont trop cireuses. Par contre, l'arrangement des étoffes est traité avec une maestria de premier ordre. Mlle Romani, une des femmes de ce temps les plus douées pour la peinture, s'attarde, on dirait, dans la composition des portraits Louis XIII.